# Antarctique
Pour les articles homonymes, voir Antarctique (homonymie).
Ne doit pas être confondu avec l'Arctique.
Vous lisez un « article de qualité » labellisé en 2010.
L'Antarctique (prononcé /ɑ̃.taʁk.tik/, ou aussi /ɑ̃.taʁ.tik/ ), parfois appelé « le Continent Austral » ou « le Continent Blanc », est le continent le plus méridional de la Terre. Situé autour du pôle Sud, il est entouré des mers de Ross et de Weddell et, suivant les classifications, des océans Atlantique, Indien et Pacifique ou du seul océan Austral. Il forme le cœur de la région antarctique qui inclut également les parties émergées du plateau des Kerguelen ainsi que d'autres territoires insulaires de la plaque antarctique plus ou moins proches. L'ensemble de ces territoires, qui partagent des caractéristiques écologiques communes, constitue l'écozone antarctique.
Avec une superficie de 14 millions de kilomètres carrés, l'Antarctique est plus petit que l'Asie, l'Afrique ou l'Amérique ; seules l'Europe et l'Océanie sont plus petites que lui. Quelque 98 % de sa surface sont recouverts d'une couche de glace d'une épaisseur moyenne de 1,6 km. C'est pourquoi la morphologie du sous-sol antarctique reste encore peu connue voire inconnue, alors que petit à petit se dévoile la présence de lacs subglaciaires et de chaînes de montagnes subglaciaires comme celle de Gamburtsev. Cette épaisseur de glace fait de l’Antarctique le continent dont l'altitude moyenne est la plus élevée.
L'Antarctique est le continent dont le climat est le plus froid, le plus sec et le plus venteux. Puisqu'il n'y tombe que peu de précipitations, excepté sur ses parties côtières où elles sont de l'ordre de 200 mm/an, l'intérieur du continent constitue le plus grand désert du monde. À part les bases scientifiques, il n'y a pas d'habitat humain permanent et l'Antarctique n'a pas de population autochtone connue. Seuls des plantes et des animaux adaptés au froid, au manque de lumière et à l'aridité y vivent, comme des manchots, des phoques, des poissons, des crustacés, des mousses, des lichens et de nombreux types d'algues.
Le nom « Antarctique » vient du grec ἀνταρκτικός / antarktikós, qui signifie « opposé à l'Arctique ». Bien que des mythes et des spéculations concernant une Terra Australis (« Terre Australe ») remontent à l'Antiquité, le continent n'est aperçu pour la première fois – de façon attestée – qu'en 1819 par le navigateur britannique William Smith. Cette découverte suscita un vif intérêt de la part des chasseurs de phoques européens et américains qui affluèrent sur les côtes antarctiques dans les années qui suivirent et s'employèrent à décimer une population de plusieurs millions d'individus au point de parvenir pratiquement à son extinction en 1830. De 1895 à 1922, de nombreuses expéditions sont menées par les Européens, Américains, Australiens et Japonais afin de parvenir au pôle Sud.
À la suite du traité sur l'Antarctique, signé en 1959 par douze États et suivi en 1991 par le protocole de Madrid, l'ensemble des territoires situés au sud du 60e parallèle sud acquiert un statut particulier : les activités militaires y sont interdites ainsi que l'exploitation des ressources minérales sauf celles qui sont menées à des fins scientifiques. Les signataires accordent la priorité aux activités de recherche scientifique. Les expériences en cours sont effectuées par plus de 4 000 scientifiques de diverses nationalités et ayant des intérêts différents. Considéré comme une réserve naturelle, le continent est protégé par la Convention sur la conservation de la faune et la flore marines de l'Antarctique (CCAMLR) et divers accords internationaux sur la protection de la biodiversité et sur la restriction du tourisme. Modeste ressource jusque dans les années 1980, le tourisme attire de plus en plus de visiteurs : 10 000 en 2000, 37 000 en 2010, 74 000 en 2019 soit 14 fois plus de touristes que de scientifiques présents. La majorité des touristes se concentre durant l'été à proximité de la péninsule Antarctique.

## Conjecture liée à la forme de la Terre

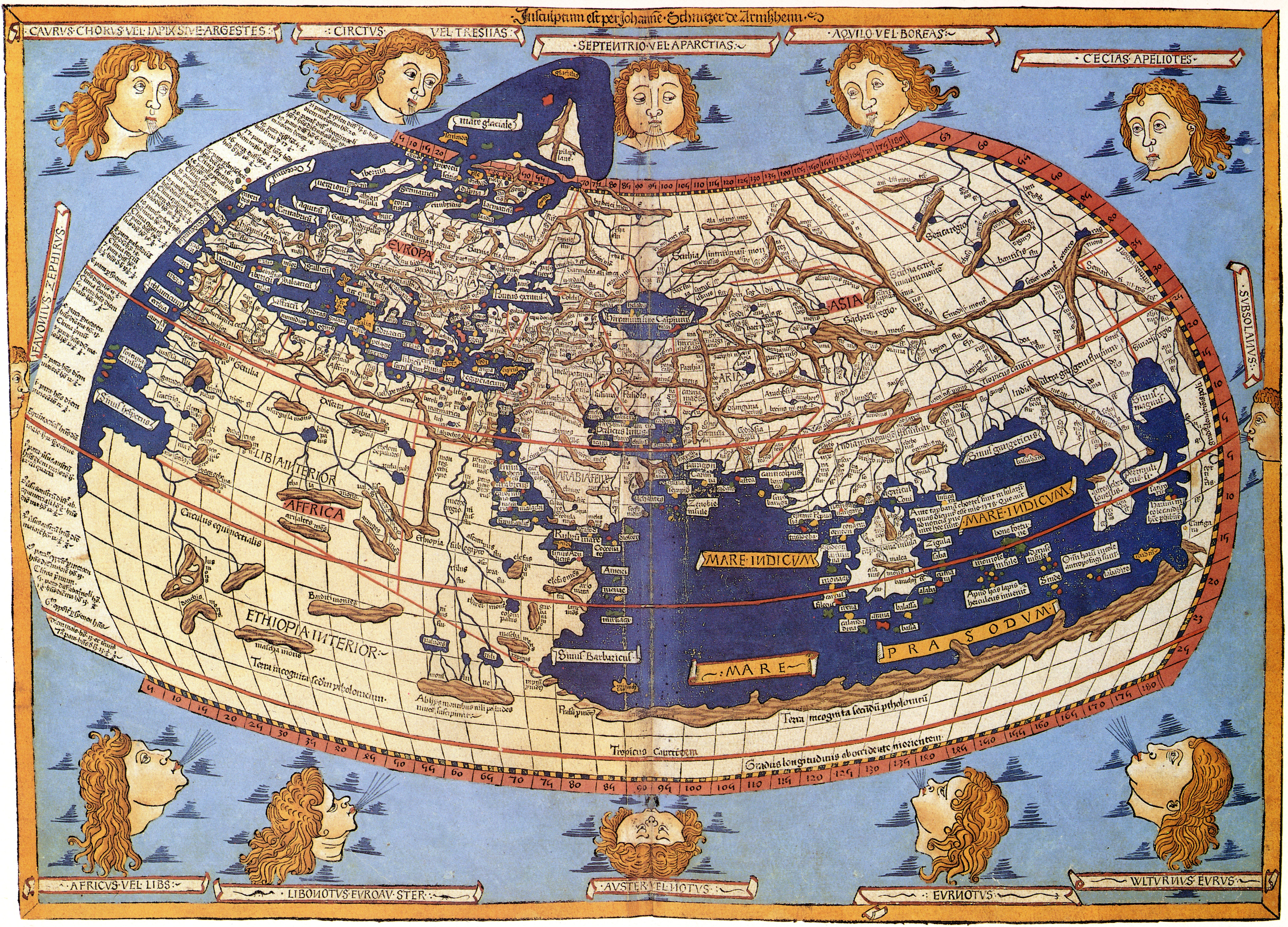
Carte du monde d'après Ptolémée.

L'histoire du continent antarctique est née avec les hypothèses concernant l'« équilibre » de la Terre, celui-ci expliquant sa forme. Durant l'Antiquité, les philosophes anciens Grecs, et en particulier le pythagoricien Philolaos de Crotone au Ve siècle av. J.-C., estiment que la Terre est une sphère symétrique ayant nécessairement un point d'équilibre appelé « pivot » (polos en grec) de part et d'autre de l'équateur. C'est ainsi que l'Arctique du grec ancien ἀρκτικός (Arktikos) se trouve un opposé et que l'Antarctique est pour la première fois évoqué. Emprunt du grec ancien ἀνταρκτικός / antarktikós, le mot « Antarctique » se forme à partir de deux termes : ant(i)- (ἀντί-) c'est-à-dire « ce qui est contraire, opposé » et arktos (ἀρκτικός dérivé de άρκτος / árktos) qui signifie « ours », en référence à la constellation indiquant le nord appelée « Petite Ourse ».
Même si, au IIe siècle, l'astronome grec Ptolémée est persuadé que le continent existe, au point d'affirmer que ces terres sont reliées aux autres continents, habitées et cultivées, il faut attendre le XVe siècle, lorsque Bartolomeu Dias et Vasco de Gama parviennent à passer et à contourner le cap de Bonne-Espérance au sud de l'Afrique, pour réfuter l'hypothèse d'un continent étendu jusqu'aux plus hautes latitudes sud. Mais, lorsque Fernand de Magellan contourne le Sud du continent américain en 1520, il découvre un détroit difficile à franchir, et au-delà duquel un épais manteau neigeux apparaît sous un climat très froid. Les géographes émettent donc l'hypothèse qu'un immense continent existe et qu'il serait continu de la Terre de Feu à l'Australie. Celui-ci est alors nommé « Terra Australis » sur les planisphères de l'époque. Lorsque Francisco Pizarro donna le gouvernement du royaume du Chili à Pedro de Valdivia, Pedro Sánchez de la Hoz le contredisant, exhiba une Real cédula datée du 24 janvier 1539 et émanant de l'empereur Charles Quint, dans laquelle il était nommé gouverneur sur les côtes au sud du détroit de Magellan et sur les îles non attribuées qu'il y découvrirait. Sánchez meurt avant d'atteindre son Royaume. Cette ordonnance royale est une des pierres angulaires sur lesquelles se basent les revendications territoriales du Chili sur l'Antarctique.

## Découverte de l'Antarctique
En décembre 1577, envoyé par le gouvernement anglais, Francis Drake quitte Plymouth avec une flotte de cinq navires pour explorer l'océan Pacifique. Le 20 août 1578, il commence la traversée du détroit de Magellan qu'il effectuera en seize jours. Commandant le Golden Hind, Drake et son équipage sont alors pris dans une violente tempête qui les entraîne au large de la Terre de feu. C'est alors qu'ils s'aperçoivent que l'hypothétique Terra Australis ne s'étend pas jusque dans cette région. La majorité des cartes de l'époque ne corrigeront pourtant l'erreur que lorsque Jacob Le Maire et Willem Schouten contourneront le cap Horn en 1616.
Le 1er janvier 1739, Jean-Baptiste Charles Bouvet de Lozier, missionné par la Compagnie des Indes pour découvrir des terres inconnues et y établir des comptoirs, découvre une île brumeuse qu'il prendra pour un continent : l'actuelle île Bouvet pourtant située à 1 700 km de l'Antarctique. Cette découverte incite le géographe Philippe Buache à publier une carte des terres australes en septembre 1739.
Début 1772, Marc Joseph Marion du Fresne, secondé par le capitaine Julien Crozet à bord du Mascarin, découvre les « îles Froides » (aujourd'hui les îles du Prince-Édouard) et l'« île Aride » (l'actuelle île de l'Est des îles Crozet). Le 12 février 1772 l'amiral de Kerguelen découvre les îles qui portent désormais son nom.

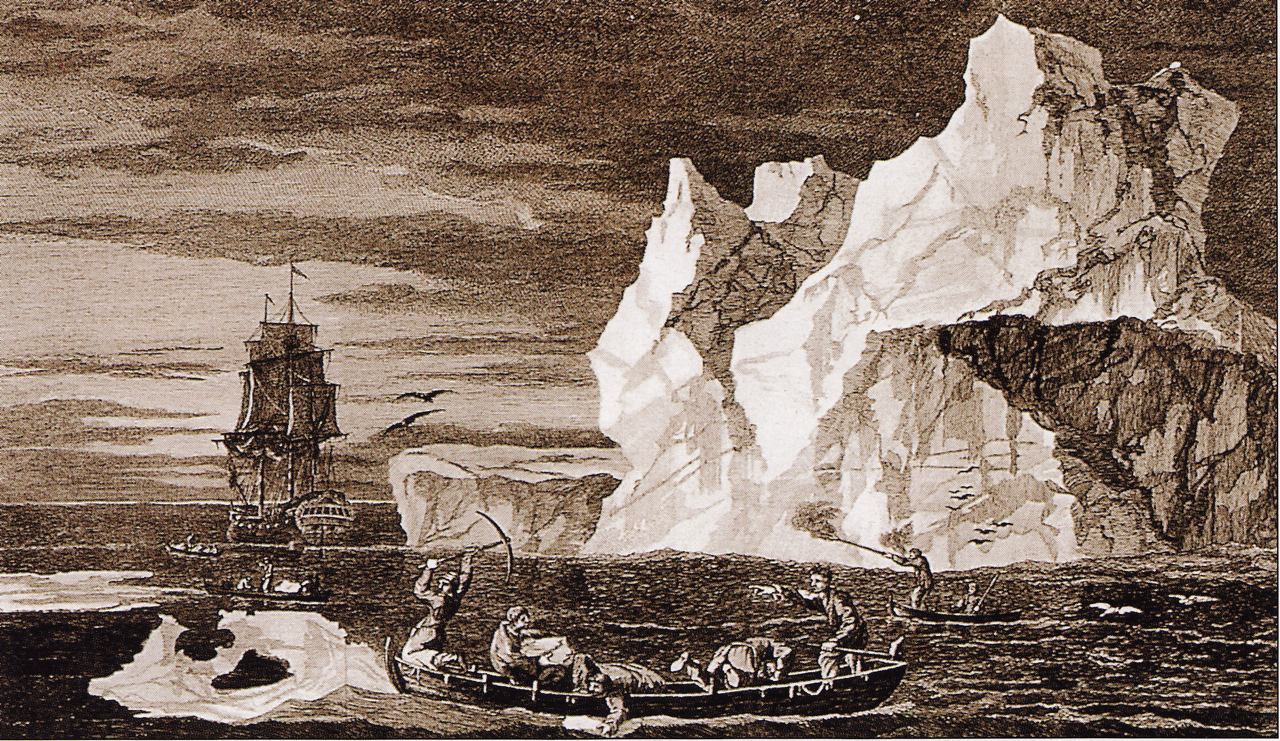
Illustration d'un des navires et d'un canot du deuxième voyage de James Cook parmi les icebergs de l'Antarctique.

En juillet 1772 commence le deuxième voyage de James Cook comprenant les navires la Resolution et l'Adventure. L'amirauté lui donne l'ordre d'explorer les mers australes afin de découvrir le pôle Sud. Après avoir dépassé Le Cap, Cook se dirige au sud mais ne trouve aucune terre supposée par les cartes de Bouvet de Lozier. Néanmoins, il continue sa descente au sud et franchit pour la première fois le cercle polaire, le 17 janvier 1773. Par la suite, se trouvant dans un pack serré, les deux navires qu'il commande ne peuvent poursuivre leur descente au sud bien qu'ils se situent, sans le savoir, à 130 km du continent. Ils reprennent donc une route nord-est et naviguent vers la Nouvelle-Zélande en franchissant à deux reprises le cercle polaire et en rejoignant Wellington en janvier 1773. Le voyage se poursuit et, le 20 janvier 1773, Cook franchit de nouveau le cercle polaire par 148° de longitude ouest et aperçoit le premier iceberg. Il reprend la direction du nord mais décide bientôt de replonger au sud pour dépasser encore une fois le cercle polaire le 26 janvier 1774. Malgré le pack et le brouillard, le capitaine poursuit et s'avance, le 30 janvier 1774 jusqu'à 71° 10′ de latitude sud et 106° 54′ de longitude ouest. Il rencontre alors des champs de glace parsemés de montagnes de glace dont la majorité sont très hautes. Jugeant la poursuite du voyage dangereuse, Cook décide de rebrousser chemin mais lui et son équipage resteront pendant cinquante ans les hommes à avoir atteint la position la plus méridionale. Enfin, l'avancée de Cook signe la fin du mythe de la Terra Australia Incognita, nouvel espace politique et économique où les gens espéraient trouver un temps clément au sud alors qu'ils rencontrent une terre de glace inhabitable.
C'est en définitive au XIXe siècle que l'Antarctique a été officiellement découvert. En effet, le capitaine au long cours britannique William Smith, à bord de son navire le Williams of Blyth, révèle au monde l'existence du continent austral le 19 février 1819, jour au cours duquel il rapporte avoir vu des terres au sud du 62e degré. Il y retournera le 15 octobre 1819, nommant le chapelet d’îles qu’il côtoie « South Shetland » dont il prendra possession au nom du roi George III, le 17 octobre après avoir débarqué dans une de ses baies. À cette occasion, cependant, il découvre les vestiges d’un navire de guerre espagnol, le San Telmo, qui avait disparu au cours d’une tempête à son passage du cap Horn, un mois et demi plus tôt. Ce fait est rapporté dans les mémoires du capitaine Robert Fildes, ami de William Smith.
Selon la Fondation nationale pour la science (NSF), la NASA, l'université de Californie à San Diego et d'autres organisations,, le premier aperçu de l'Antarctique est effectué en 1820 par les équipages de navires dont les trois capitaines étaient : Fabian Gottlieb von Bellingshausen (un capitaine de la Marine impériale russe), Edward Bransfield (un capitaine de la Royal Navy, envoyé par le consul britannique Shirreff à la suite de la découverte de William Smith), et Nathaniel Palmer (un marin américain de Stonington dans le Connecticut). Von Bellingshausen voit l'Antarctique le 27 janvier 1820, trois jours avant que Bransfield aperçoive la terre, et dix mois avant que Palmer le fasse en novembre 1820. Ce jour-là, l'expédition, comprenant deux navires et menée par Von Bellingshausen et Mikhaïl Lazarev, atteint un point situé à 32 km du continent et y aperçoit des champs de glace. Le premier débarquement attesté sur le continent est réalisé par le navigateur américain John Davis en Antarctique occidentale le 7 février 1821, bien que plusieurs historiens contestent cette affirmation,.

## Exploration du continent

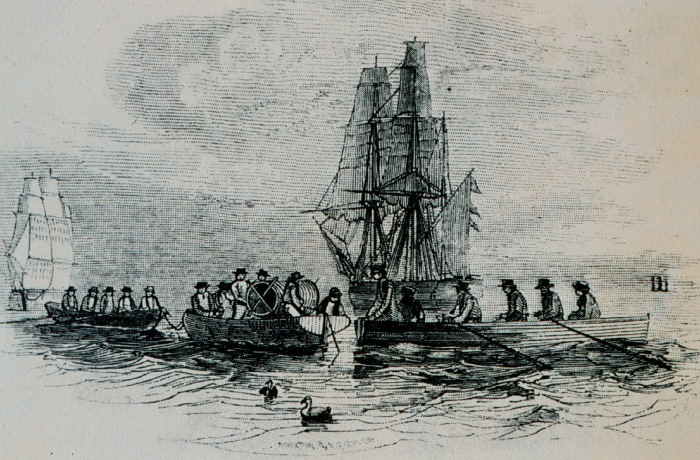
Le et le, les navires de James Clark Ross lors de l'expédition scientifique de 1839 à 1843.

Au XIXe siècle, de nombreux bateaux viennent chasser le phoque le long des rives du continent mais il faut attendre le 21 janvier 1840 pour que des explorateurs français, commandés par Dumont d'Urville plantent leur drapeau sur les terres antarctiques. Avec son second, Gaston de Roquemaurel, à bord de l’Astrolabe, accompagné de la Zélée, ils prennent possession au nom de la France de la Terre Adélie. Quelques jours plus tard, c'est au tour de la flotte américaine de Charles Wilkes d'y parvenir. En 1839, l'expédition Erebus et Terror est la principale expédition scientifique menée au XIXe siècle en Antarctique par les Britanniques, grâce à une association entre la British Association for the Advancement of Science et la Royal Society. Elle comprend des médecins, des naturalistes et des botanistes. Au cours de cette expédition, en 1841, l'explorateur James Clark Ross traverse l'actuelle mer de Ross et découvre l'île de Ross. Le mont Erebus et le mont Terror portent les noms de deux des bateaux de l'expédition : le HMS Erebus et le HMS Terror. Mercator Cooper, quant à lui, accosta en Antarctique oriental le 26 janvier 1853.

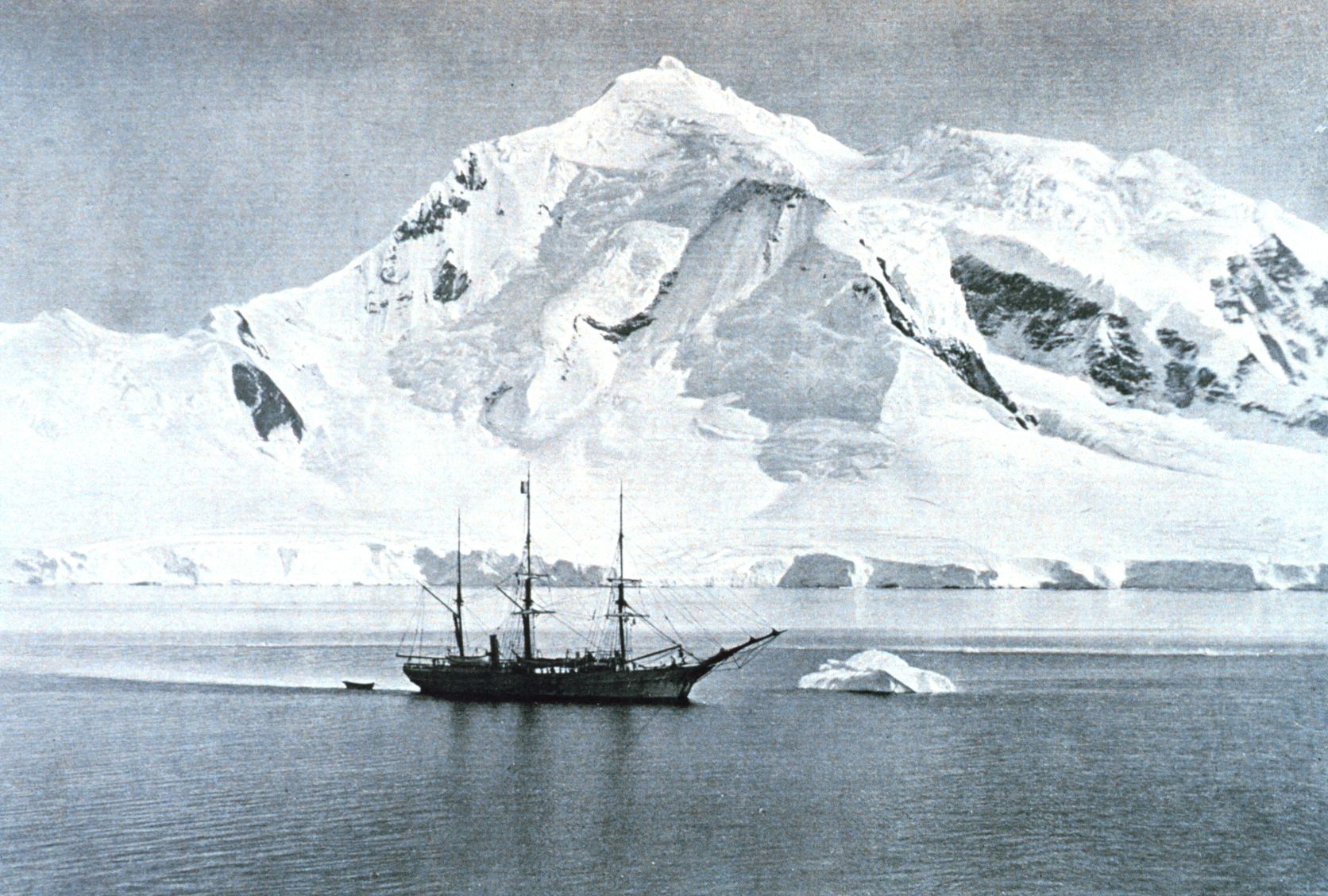
Le Belgica à l'ancre devant le mont William (1600 m) situé au large de la Terre de Graham, vers 1898.

La période qui s'étend de 1895 à 1922 correspond à l'âge héroïque de l'exploration en Antarctique, durant laquelle de nombreuses expéditions sont menées afin de parvenir au pôle Sud. Ainsi, de 1897 à 1898, l'expédition scientifique belge Belgica, commandée par Adrien de Gerlache de Gomery, passe quinze mois dans les glaces, dont un hivernage complet, le premier en Antarctique. C'est une mission internationale comprenant le norvégien Roald Amundsen et l'américain Frederick Cook qui en reviendront tous deux avec une vocation polaire qui en fera de futurs conquérants des pôles, et le polonais Henryk Arctowski, ainsi que le roumain Emil Racoviță qui, le premier, décrit en détail l'éthologie des cétacés, des pinnipèdes et des manchots. Jean-Baptiste Charcot monte la première expédition française en Antarctique qui hiverne sous le vent de l'île Wandel. Le 4 mars 1905, l'expédition quitte la péninsule antarctique après un hivernage sans encombre. Les objectifs scientifiques sont dépassés : 1 000 km de côtes découvertes et relevées, trois cartes marines détaillées, 75 caisses d'observations, de notes, de mesures et de collections destinées au Muséum national d'histoire naturelle. En août de 1908, Charcot part hiverner à l'île Petermann pour sa deuxième expédition polaire. De retour en juin 1910 après un deuxième hivernage, l'expédition est riche en expériences scientifiques : des mesures océanographiques (salinité, sondage), des relevés de météorologie, une étude des marées, une étude du magnétisme, des collections de zoologie et de botanique confiées au Muséum et à l'Institut océanographique de Monaco. Il rapporte aussi des découvertes géographiques comme le tracé de la terre Alexandre et une nouvelle terre, la terre de Charcot. Résultats de l'expédition considérables qui comprennent aussi le relevé cartographique de 2 000 km de côtes. Mais Charcot, victime du scorbut, revient considérablement affaibli. Roald Amundsen participera à la course au pôle Sud géographique, et sera le premier à y parvenir, le 14 décembre 1911, en un temps réduit grâce à l'usage de skis et de chiens de traîneau. Robert Falcon Scott, un Britannique, arrive un mois plus tard et meurt sur le chemin du retour.
Lors de l'expédition Endurance en 1914, le navire britannique Endurance commandé par Sir Ernest Shackleton, part avec vingt-huit hommes pour traverser l'Antarctique. Mais le bateau est pris dans les glaces. Tout l'équipage réussit à revenir sain et sauf en traversant océan et montagnes sans vivres ni matériel.
Alors qu'en 1928, Sir George Hubert Wilkins et Carl Ben Eielson survolent le continent pour la première fois, la 3e expédition allemande menée par Alfred Ritscher a lieu en 1938 et 1939 et revendique un territoire de 600 000 km2 — la Nouvelle-Souabe — située dans la Terre de la Reine-Maud.
En 1946, les États-Unis, sur l'initiative de l'amiral Richard Byrd, organisent l'opération Highjump qui est la plus importante expédition envoyée à ce jour[Quand ?] en Antarctique, composée de 4 700 hommes, treize bateaux dont un porte-avions, vingt-cinq avions, dont deux hydravions Martin PBM Mariner. Cette opération sera suivie durant l'été austral suivant (1947-1948) par l'opération Windmill.
Du 24 novembre 1957 au 2 mars 1958, l'expédition Fuchs-Hillary traverse pour la première fois le continent par voie terrestre. Le déplacement s'effectue à l'aide d'autoneiges américaines Tucker Sno-cat Corporation. Des relevés sismologiques, gravimétriques entre autres, sont effectués tout au long de l'expédition. Aussi, des mesures sont également prises pour mesurer l'épaisseur de glace au pôle Sud et vérifier la présence du continent sous celle-ci.
De novembre 1989 à février 1990, Arved Fuchs et Reinhold Messner ont effectué à pied et à l'aide de voiles la traversée ; 2 800 kilomètres en 92 jours. « Le pôle se trouve brusquement devant nous : 90° sud. Nous ne le voyons qu'à toute la dernière heure ».
En 1997, Laurence de La Ferrière est la première Française à atteindre le pôle sud en solitaire. En 2000, elle réalise la première traversée féminine en solitaire, du pôle sud à la Terre Adélie en passant par la base franco-italienne de Concordia. Elle réalise des carottages, prélève des échantillons qui seront récupérés à la base de Concordia et effectue des mesures de températures et recherche des météorites. Aujourd'hui, Laurence de la Ferrière est la seule femme au monde à avoir traversé l'intégralité du continent en solitaire.

## Vers un continent consacré à la science, à la paix et à la préservation

Carte des revendications territoriales en Antarctique.

L'Année polaire internationale (API) (1882-1883) et l'Année géophysique internationale (AGI) (1957-1958) vont soulever un certain nombre de questionnements politiques et économiques sur l'avenir de l'Antarctique. Ainsi va naître le traité sur l'Antarctique qui donne à ce continent son statut unique destiné à la science, aux actions pacifiques, à la préservation des ressources naturelles et à la protection de la biodiversité. Signé le 1er décembre 1959 à Washington par douze pays soit l'Afrique du Sud, l'Argentine, l'Australie, la Belgique, le Chili, les États-Unis, la France, le Japon, la Norvège, la Nouvelle-Zélande, le Royaume-Uni et l'Union soviètique (actuelle Russie), le traité compte en 2019 cinquante-quatre États signataires. La Convention sur la conservation de la faune et la flore marines de l'Antarctique en 1982, le protocole de Madrid en 1991 et des programmes de recherche internationaux comme le recensement de la vie marine de l'océan Austral (2003-2010) ou bien l'Antarctic Research, a European Network for Astrophysics (ARENA) illustrent la volonté des États de poursuivre les objectifs établis en 1959.
En 2003, alors que des chercheurs russes étaient parvenus à une trentaine de mètres de l'eau contenue dans le lac Vostok, la communauté scientifique internationale demanda l'interruption du forage. Jusqu'à ce qu'en novembre 2010, une étude d'impact environnemental garantisse la maîtrise du risque de contamination. Océanographie, biologie marine, glaciologie, géophysique, astronomie… dans l'Antarctique, la recherche est un débat technique, logistique et financier. L'activité se concentre notamment sur l'étude de la climatologie. C'est en Antarctique que l'on observait dans les années 1970 la diminution périodique de la couche d'ozone. C’est sur ce continent que l'alerte fut donnée en 1985 : le gaz intercepteur des UV se raréfiait avec une rapidité alarmante. C'est donc sur ce continent-témoin que l'on étudie l'origine du changement climatique. À lui seul, le lac Vostok recèle 400 000 ans de climatologie.
Sur la soixantaine de bases scientifiques qui ont été construites en cinquante ans, la base antarctique Bharati est la dernière en date, ayant été construite en 2012. La précédente, la station Princesse Élisabeth a été conçue par l'ingénieur et explorateur belge Alain Hubert selon le principe de l'énergie durable. Elle est la première du genre, en opposition (scientifiquement parlant) avec les bases scientifiques traditionnelles qui sont grosses consommatrices d'énergie.
La perte totale du glacier Thwaites en Antarctique ferait monter le niveau des océans de plus de 50 cm (observation 2023). Des chercheurs ont envoyé un robot sous 600 m de glace pour explorer la dernière zone de contact avec le socle rocheux. Une zone cruciale pour estimer la vitesse de glissement de la calotte polaire vers la mer.

## Géographie

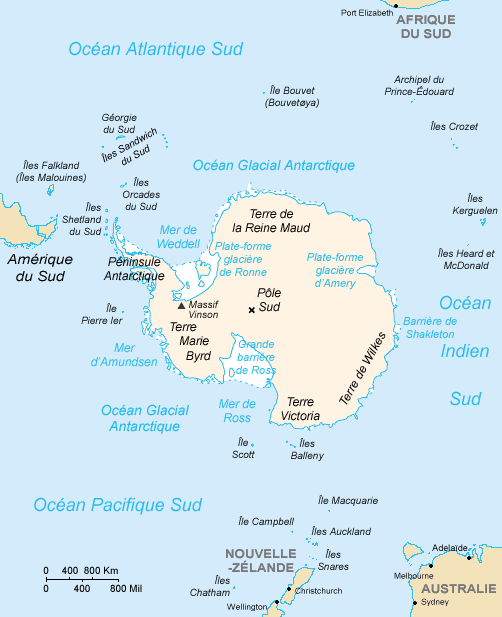
Carte générale de l'Antarctique.

Centré de manière asymétrique autour du pôle Sud et situé en grande partie au sud du cercle antarctique, l'Antarctique est le continent le plus méridional de la Terre, baigné par les océans Atlantique sud, Indien et Pacifique sud. Alternativement, on peut considérer qu'il est entouré par l'océan Austral, ou par les eaux du Sud de l'océan mondial. Il est constitué d'une grande terre principale ainsi que d'un ensemble d'îles plus petites, dont le 60e parallèle sud marque la limite nord.

### Superficie, topographie et hydrographie
L'Antarctique couvre une superficie de plus de 14 000 000 km2, ce qui en fait le quatrième plus grand continent avec une surface environ 1,3 fois plus grande que celle de l'Europe. En hiver, le continent antarctique double sa superficie par une banquise qui le prolonge jusqu'à près de 800 km du rivage et des glaces flottantes allant jusqu'à 800 km des côtes.
Le littoral mesure 17 968 km de long et est surtout caractérisé par des formations de glace comme le montre le tableau ci-dessous :
| Type                                | Répartition |
| ----------------------------------- | ----------- |
| Plateformes de glace                | 44 %        |
| Murs de glace (reposant sur le sol) | 38 %        |
| Courants glaciaires                 | 13 %        |
| Roches                              | 5 %         |
| Total                               | 100 %       |

L'Antarctique est divisé en deux parties inégales par la chaîne Transantarctique située près de la péninsule Antarctique entre la mer de Ross et la mer de Weddell. La zone située entre l'ouest de la mer de Weddell et l'est de la mer de Ross est appelée l'Antarctique occidental, tandis que l'autre zone, plus étendue, est appelée l'Antarctique oriental, car elles appartiennent approximativement aux hémisphères ouest et est par rapport au méridien de Greenwich.
Environ 98 % de l'Antarctique est couvert par l'inlandsis de l'Antarctique d'une épaisseur moyenne de 1,6 km. Le continent regroupe environ 90 % de la glace terrestre (et donc 70 % de l'eau douce mondiale). Si toutes ces glaces fondaient, le niveau des mers et des océans monterait de 60 m. Presque partout à l'intérieur du continent, les précipitations sont très faibles, moins de 20 mm par an. Dans quelques zones de « glace bleue » (glace ancienne fondue et regelée) les précipitations sont plus faibles que la quantité d'eau perdue par sublimation. Le bilan hydrique local est donc négatif. Dans les vallées sèches, le même effet hydrique se produit sur un sol rocheux, créant ainsi un paysage de type aride.

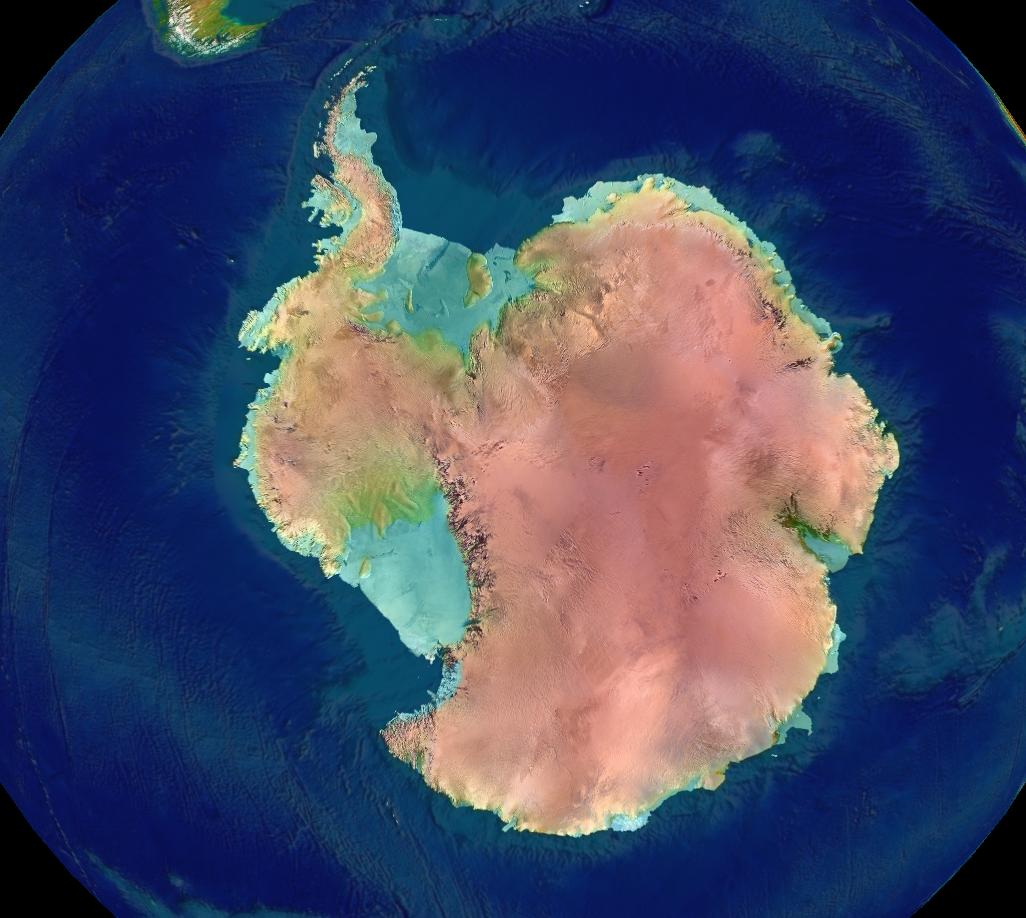
Relief de l'Antarctique en fausses couleurs (altitude en rouge).

L'Antarctique occidental est couvert par l'inlandsis Ouest-Antarctique. Ce dernier a fait l'objet de préoccupations récentes en raison du réel, mais faible, risque d'effondrement. Si cette couche de glace venait à s'effondrer, le niveau des mers s'élèverait de plusieurs mètres en une période géologique relativement courte, peut-être en quelques siècles. Plusieurs courants glaciaires en Antarctique, qui représentent environ 10 % de l'inlandsis, s'écoulent jusqu'à l'une des plateformes de glace.
L'Antarctique oriental s'étend du côté océan Indien de la chaîne Transantarctique et comprend la terre de Coats, la terre de la Reine-Maud, la terre d'Enderby, la terre de Mac. Robertson, la terre de Wilkes et la terre Victoria. Toute cette région, sauf une petite partie, se trouve dans l'hémisphère est. L'Antarctique oriental est largement couvert par l'inlandsis Est-Antarctique dont l'écoulement est conditionné par le relief et l'hydrographie sous-jacente.
Le massif Vinson, point culminant de l'Antarctique avec 4 892 mètres d'altitude,, est situé dans les monts Ellsworth. L'Antarctique possède beaucoup d'autres montagnes, à la fois sur le continent lui-même mais aussi sur les îles environnantes. Situé sur l'île de Ross, le mont Erebus est le volcan actif le plus austral du monde. Un autre volcan, qui se trouve sur l'île de la Déception, est devenu célèbre à la suite d'une gigantesque éruption en février 1969. Les éruptions mineures sont courantes et des coulées de lave ont été observées ces dernières années. D'autres volcans endormis peuvent être potentiellement actifs. En 2004, un volcan sous-marin a été découvert dans la péninsule Antarctique par des chercheurs américains et canadiens. Des données récentes ont montré que ce « volcan sans nom » pourrait être actif.
L'Antarctique abrite également plus de 70 lacs qui se trouvent à la base de la calotte glaciaire continentale. Le lac Vostok découvert sous la base antarctique Vostok en 1996, est le plus grand de ces lacs subglaciaires. On le croyait isolé depuis 500 000 à un million d'années, mais une étude récente suggère que ses eaux circulent épisodiquement d'un lac à l'autre.
Certaines carottes de glaces forées à environ 400 m sous le niveau de la mer prouvent que les eaux du lac Vostok peuvent détenir la vie microbienne. La surface gelée du lac présente des similitudes avec Europe, un des satellites de Jupiter. Ainsi, si la vie est découverte dans le lac Vostok, cela pourrait renforcer l'hypothèse de l'existence de la vie sur le satellite Europe. Le 7 février 2008, une équipe de la NASA a entrepris une mission au lac Untersee afin d'y chercher l'existence d'extrémophiles. Si le résultat de la recherche est positif, ces organismes résistants à des températures glacées pourraient également renforcer l'argument d'une vie extraterrestre dans un environnement extrêmement froid et riche en méthane.

### Climat

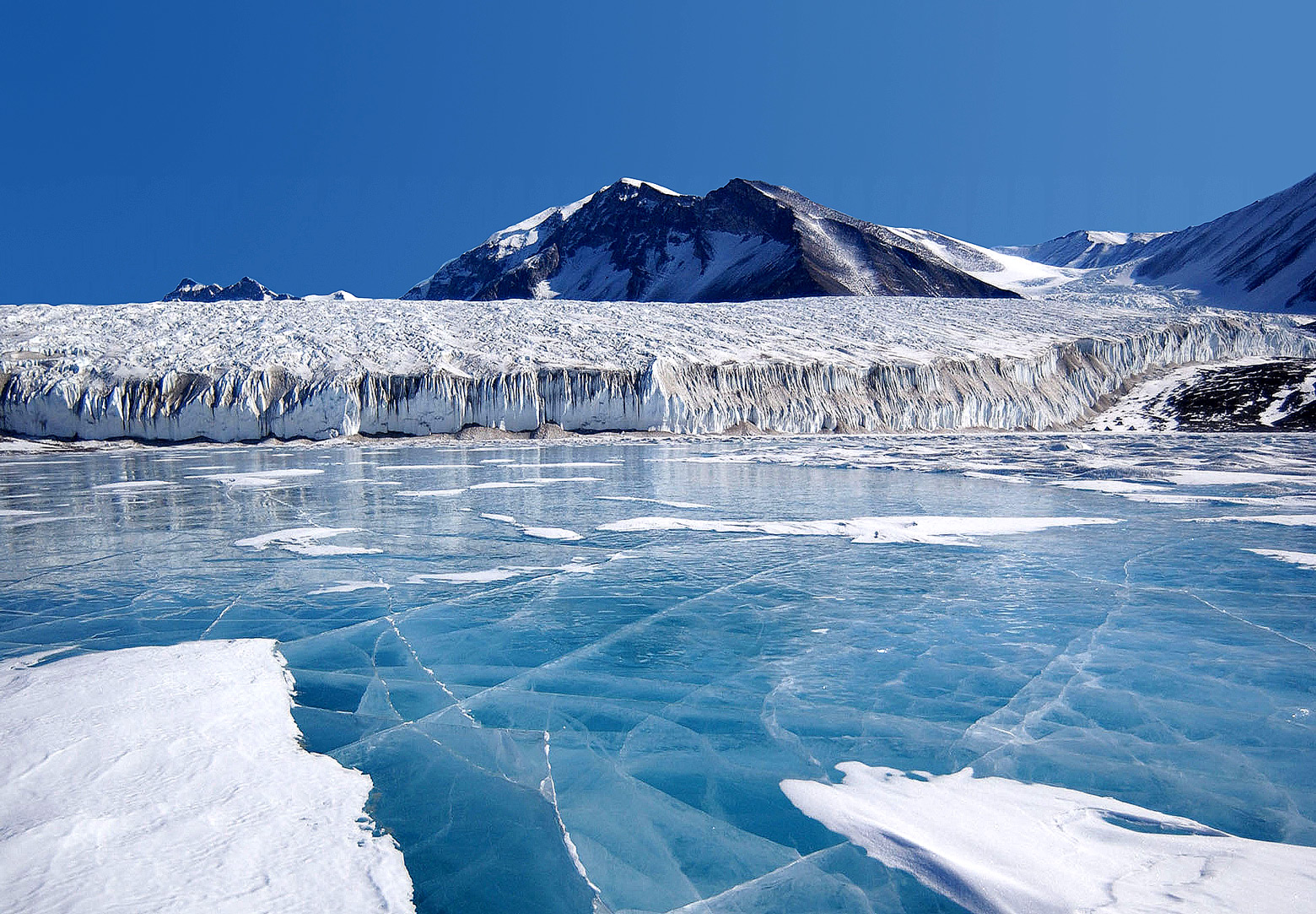
Le lac Fryxell en Antarctique, recouvert de glace.

L'Antarctique est le lieu le plus froid sur Terre. C'est sur ce continent que la température naturelle la plus basse de la planète, −93,2 °C, a été estimée à Dôme Argus, le 10 août 2010, par des mesures météorologiques de télédétection par la NASA avec le satellite Landsat 8,. Un nouveau record de froid de −98 °C a été détecté par satellite par le British Antarctic Survey. Le record officiellement mesuré in situ est de −89,2 °C, le 21 juillet 1983 à Vostok (base de l'armée russe),. Pour comparaison, c'est 11 °C de moins que la température de sublimation du dioxyde de carbone. Le record de chaleur sur le continent est atteint le 6 février 2020 au niveau de la base argentine d'Esperanza avec 18,3 °C relevés.
L'Antarctique est un désert glacé où les précipitations sont rares soit 200 mm en moyenne par an. Le pôle Sud par exemple, en reçoit moins de 100 mm par an en moyenne. En hiver, les températures atteignent un minimum compris entre −80 °C et −90 °C à l'intérieur du territoire. Les températures maximales se situent entre 5 °C et 15 °C et sont atteintes près des côtes en été. Le soleil cause souvent des problèmes de santé, comme la photokératite, car la majorité des rayons ultraviolets qui frappent le sol sont réfléchis par la neige.

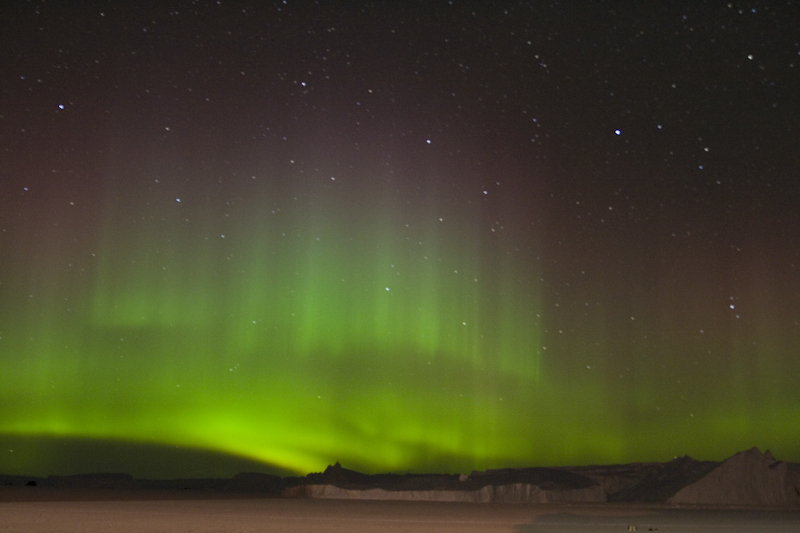
Une aurore polaire en Antarctique.

La partie orientale de l'Antarctique est plus froide que la partie occidentale à cause de son altitude plus élevée. Les fronts météorologiques peuvent rarement pénétrer l'intérieur du continent, ce qui contribue à le rendre froid et sec, bien que la glace s'y conserve sur des périodes prolongées. Les fortes chutes de neige sont courantes sur les côtes : des enregistrements montrent qu'elles peuvent atteindre 1,22 mètre en 48 heures.
Sur les côtes, de forts vents catabatiques balaient violemment le plateau Antarctique. À l'intérieur des terres, la vitesse du vent est cependant modérée. Les beaux jours d'été, il y a plus de radiations solaires qui atteignent la surface du pôle Sud qu'à l'équateur car l'ensoleillement y est alors de 24 heures par jour.
L'Antarctique est plus froid que l'Arctique pour deux raisons. La première est qu'une grande partie du continent se situe à plus de 3 000 m au-dessus du niveau de la mer, or la température diminue avec l'altitude. La seconde raison est que la région polaire arctique est recouverte par un océan, l'océan Arctique, qui transmet sa chaleur relative à travers la banquise, permettant ainsi de maintenir des températures plus élevées qu'en Antarctique.
Compte tenu de la latitude, les longues périodes successives d'obscurité et d'ensoleillement créent un climat peu familier pour les êtres humains habitant le reste du monde.
Les aurores polaires, courantes dans les zones australes, sont un phénomène lumineux visible dans le ciel nocturne près du pôle Sud qui résulte de l'interaction des vents solaires avec la haute atmosphère terrestre. Les cristaux de glace sont un autre spectacle unique. Ils se forment dans les nuages ou dans l'air clair par cristallisation de la vapeur d'eau. Un parhélie, un phénomène atmosphérique et optique fréquent, est caractérisé par un ou plusieurs points lumineux près du Soleil.
Environ 0,3 % de l'Antarctique est perpétuellement libre de glace, la plus grande zone étant les vallées sèches de McMurdo en terre Victoria. Ces vallées creusées par les glaciers sont considérées comme l'un des endroits les plus froids et les plus secs de la planète et comme des analogues terrestres des environnements martiens.

### Quantité de glace et niveau de la mer
En raison de sa position au pôle Sud, l'Antarctique reçoit relativement peu de radiations solaires. C'est donc un continent très froid où l'eau est principalement présente sous forme de glace. Les précipitations sont faibles (de 500 à 200 mm voire moins) et tombent presque systématiquement sous forme de neige qui s'accumule et forme un gigantesque inlandsis recouvrant le territoire. La plus grande partie de l'Antarctique est considérée comme un « véritable désert ». Certaines parties de cet inlandsis sont formées de glaciers en mouvements appelés courants glaciaires qui progressent en direction des pourtours du continent. Près de la rive continentale se trouvent beaucoup de plateformes de glace. Ces dernières sont des morceaux d'inlandsis flottants qui ne se sont pas détachés du continent. Près des côtes, les températures sont suffisamment basses pour que la glace se forme à partir d'eau de mer pendant la majeure partie de l'année. Il est important de comprendre les différences entre chaque type de glace présent en Antarctique pour interpréter les effets possibles sur le niveau de la mer et les conséquences sur le réchauffement de la planète.
|                                                         |  |                                                     |
| L'Antarctique en période inter-glaciaire (été austral). |  | L'Antarctique en période glaciaire (hiver austral). |

La banquise s'agrandit tous les ans durant l'hiver austral mais la plus grande partie de la glace fond pendant l'été. Cette glace, formée à partir de l'eau des océans, flotte sur cette même eau et ne contribue donc pas à l'élévation du niveau de la mer. La surface de la banquise est restée approximativement constante durant les dernières décennies bien que les informations concernant ses changements d'épaisseur soient imprécises,.
La fonte des plateformes de glace flottantes (dont la glace s'est formée sur le continent) contribue peu, en soi, à l'élévation du niveau de la mer, car la glace qui fond est remplacée par la même masse d'eau. Mais l'écoulement de blocs de glace ou de glace fondue provenant du continent élève le niveau marin. Cet effet est en partie compensé par les chutes de neige sur le continent mais qui, selon les modèles récents (2012), devraient diminuer en raison du réchauffement antarctique.
Depuis les années 1990, des effondrements importants de plateformes de glace ont eu lieu, particulièrement le long de la péninsule Antarctique. De 2002 à 2005, la perte de masse de glace était « significative » ; de 152 ± 80 kilomètres cubes de glace par an, soit de quoi faire monter le niveau marin moyen de 0,4 ± 0,2 mm/an.
Des inquiétudes ont été soulevées à propos du fait que l'altération des plateformes de glace pourrait accélérer la fonte des glaciers de l'inlandsis.
La glace antarctique représente environ 70 % des réserves d'eau douce disponible planétaire,. L'inlandsis acquiert constamment de la glace provenant des chutes de neige et en perd par la fonte puis l'écoulement de celle-ci vers la mer. L'Antarctique occidental connaît actuellement une fonte des glaces. Une revue d'étude scientifique qui consultait des données recueillies de 1992 à 2006 a suggéré qu'une perte nette d'environ 50 gigatonnes de glace par an était une estimation raisonnable (cela représente une élévation d'environ 0,14 mm du niveau de la mer). L'accélération considérable de la fonte des glaces dans la mer d'Amundsen a peut-être fait doubler ce chiffre pour 2006.
L'Antarctique oriental est une région froide située au-dessus du niveau de la mer et occupant la majorité du continent. Elle est dominée par de petites accumulations de neige qui se transforment ensuite en glace. Le bilan de masse général de l'inlandsis antarctique était au début du XXIe siècle probablement légèrement positif — ce qui conduit donc à l'abaissement du niveau de la mer — ou proche de l'équilibre,. Cependant, l'accroissement de la fonte des glaces a été évoqué dans certaines régions,.
La surface occupée par la banquise au 1er janvier 2019 est de 5,468 millions de km2. Elle n'avait encore jamais été aussi peu étendue à cette période de l'année.

### Effets du réchauffement climatique
Pour un article plus général, voir Réchauffement climatique.

Principales zones où l'inlandsis effectue une avancée en mer, formant des plateformes de glace. C'est là que se produit le vêlage d'icebergs.

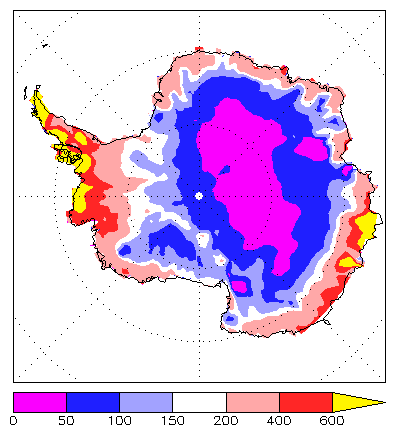
Bilan massique de surface à partir des observations (en mm d'eau/an).

L'Antarctique est une zone particulièrement étudiée vis-à-vis du changement climatique, en raison de la quantité de glace qu'il contient. Une fonte théorique de la totalité de la glace antarctique — peu probable dans l'immédiat — causerait une augmentation de près de 61 mètres (200 pieds) du niveau des océans. La fonte de sa partie la plus vulnérable, l'Antarctique occidental, serait en revanche responsable d'une élévation de 5 mètres du niveau des océans.
L'Antarctique est la zone la plus froide de la Terre, ce qui a fait croire un temps qu'il échapperait à la fonte des glaces. Les données historiques des stations météorologiques et des observations satellitaires ont cependant montré un réchauffement moyen de la surface du continent de 0,05 °C par décennie entre 1957 à 2006, l'Antarctique occidental étant la zone se réchauffant le plus (0,1 °C par décennie),. Ce réchauffement est en partie compensé par les chutes de neige en Antarctique oriental.
En 2008, une étude concluait à un réchauffement climatique antarctique induit par les émissions de dioxyde de carbone anthropique mais il était estimé qu'au début des années 2000 la surface totale ainsi réchauffée en Antarctique occidental était encore trop faible pour affecter l'effet de l'inlandsis ouest-antarctique sur le niveau marin. De récentes accélérations de la fonte des glaciers plaident plutôt pour un afflux d'eau chaude près du plateau continental venant des profondeurs océaniques,,.
L'Est-Antarctique serait lui, soumis à trois grands phénomènes complexes et parfois contradictoires, dont l'évolution est encore imprévisible. Tout d'abord, la fonte de la glace modifie saisonnièrement la température de l'eau périphérique, mais aussi sa densité, en interférant de manière complexe avec les courants et la température de surface de l'eau. De plus, l'appauvrissement de la couche d'ozone modifie l'irradiation ultraviolette, qui contribue à l'énucléation de la vapeur d'eau et donc à la nébulosité, ce qui influence à grande échelle les fluctuations atmosphériques du continent [phénomène dit « Southern Annular Mode » (SAM) ou « Southern Hemisphere Annular Mode » (SHAM), plus particulièrement dans l'anneau climatique sud où la circulation du vent semble accélérée, ce qui tendrait à isoler et refroidir le continent]. Enfin, un phénomène opposé au précédent semble exister : des variations régionales de la circulation des vents apportent de l'air plus chaud et plus humide en matinée, augmentant les précipitations dans l'Ouest de l'Antarctique et donc l'épaisseur de neige se transformant peu à peu en glace.
Finalement, l'épaisseur et la surface de glace de la partie orientale de l'inlandsis semble stable voire localement en augmentation. Ainsi, plus de 50 % de la surface en glace est restée très constante ou a subi une légère augmentation d'épaisseur, dans la partie orientale de la banquise, où les températures peuvent descendre jusqu'à −80 °C.
Inversement, l'Ouest-Antarctique se montre vulnérable aux changements climatiques, notamment car la calotte de glace y repose en grande partie non sur un sol émergé, mais sous le niveau marin. Si ce seul inlandsis ouest-antarctique devait complètement fondre, il suffirait à faire monter le niveau global de la mer de 5 à 6 m.
En 2002 le segment Larsen B de la plateforme de glace de Larsen dans la péninsule Antarctique se disloque. Entre le 28 février et le 8 mars 2008, environ 570 km2 de glace provenant de la plateforme de glace de Wilkins située dans la partie sud-ouest de la péninsule se désintègrent, mettant en danger les 15 000 km2 de glace restant. Ils sont alors retenus par une étendue de glace de seulement 6 km de large environ, avant de se désintégrer le 5 avril 2009,.
D'après la NASA, la fonte de la plus grande surface de glace de ces trente dernières années a eu lieu en 2005, quand une zone comparable en taille à la Californie a brièvement fondu puis gelé de nouveau ; c'est peut-être le résultat de l'augmentation de la température qui atteignit alors jusqu'à + 5 °C.
Dans le futur proche et plus lointain, cette fonte pourrait croître de façon non linéaire, avec des instabilités climatiques régionales importantes (le réchauffement d'ici 2100 pourrait être comparable à ce qu'il a été il y a 130 000 à 127 000 ans. Il a alors été accompagné d'une élévation de l'océan à plusieurs mètres au-dessus des niveaux modernes, avec une montée de l'eau « plus rapide que ce que beaucoup pensent ».
Le glacier de l'île du Pin, dans l'Antarctique occidental, fond aussi à une vitesse inquiétante, mais de manière invisible, car il se trouve à 1 km sous la surface de l'océan et sous une épaisse couche de glace flottante. En 2009, le sous-marin robotisé Autosub3 a exploré cet endroit difficile d'accès. Il a parcouru 50 km sous la plateforme de glace en utilisant un sonar pour cartographier le plancher océanique, au-dessous, et le plafond gelé, au-dessus. Pendant la mission du submersible, le navire de recherche Nathaniel B. Palmer a mesuré un processus alarmant.
En se renforçant, les courants marins apportent de plus en plus d'eau chaude des profondeurs au contact de la glace, déjà en train de fondre. 79 km2 ont ainsi disparu au-dessous de la plateforme, rien qu'en 2009, accélérant le glissement du glacier dans l'océan.
Depuis 1974, le glacier de l'île du Pin a perdu 75 m d'épaisseur, et sa vitesse de fonte a augmenté de plus de 70 %. Des centaines de kilomètres du littoral antarctique sont désormais soumis à ces forces, qui devraient amplifier la disparition de la glace, lors des prochaines décennies. Les informations collectées sous le pôle Sud sont cruciales pour prévoir avec précision la hausse du niveau des mers, qui peut mettre en danger les villes côtières.
En mai 2014 la NASA et l'université de Californie à Irvine ont montré dans les revues Science et Geophysical Research Letters qu'une partie de l'inlandsis Ouest-Antarctique fond rapidement et, semble-t-il, irréversiblement, rien ne pouvant stopper les glaciers ; quarante années d'observation du comportement des six plus grands glaciers de cette région de la mer d'Amundsen dans l'Antarctique occidental : de l'île du Pin, Thwaites, Haynes, Smith, Pope et Kohler, indiquent que ces glaciers « ont passé le point de non-retour » ; ils contribuent déjà de façon significative à l'élévation du niveau des mers, relâchant annuellement presque autant de glace dans l'océan que l'inlandsis du Groenland entier ; ils contiennent assez de glace pour élever le niveau général des océans de 4 pieds (1,2 mètre) et fondent plus vite qu'attendu par la plupart des scientifiques.
Éric Rignot (glaciologue, auteur principal de l'étude) juge que ces données impliquent de réviser à la hausse les prévisions actuelles d'élévation des mers. En 2015, Carolyn Gramling estimait que la mer pourrait ainsi rapidement gagner 3 mètres de hauteur dans les siècles à venir.
Mi-2018, une estimation consensuelle publiée dans Nature, conclut que, depuis 25 ans, 3 000 milliards de tonnes de glace ont été perdues sur le continent, contribuant à une élévation de 6 millimètres. Le taux de perte a triplé dans les parties les plus vulnérables (ce qui pourrait être le signe d'une catastrophe déjà enclenchée en Antarctique occidental (depuis 25 ans).
Au même moment, dans la revue Science, des chercheurs rappellent que le processus de rebond eustatique pourrait peut-être ralentir cet effondrement : le rebond de la roche sous-glaciaire de l'Antarctique occidental qui s'allège pourrait selon eux retarder l'effondrement catastrophique de la calotte glaciaire. En effet quand la glace fond, elle allège la charge pesant sur la croûte faisant remonter le substrat rocheux sous l'Antarctique occidental (qui localement pourrait s'élever de 8 mètres dans le prochain siècle), protégeant potentiellement la glace de l'eau de mer chaude qui la fait fondre par le dessous, ce qui pourrait nous offrir quelques décennies de répit selon Rick Aster (sismologue à la Colorado State University à Fort Collins, auteur de la nouvelle étude). L'inlandsis antarctique occidental reste cependant vulnérable car son lit est profond et situé bien au-dessous du niveau marin ; le fond de cette rivière de glace s'accroche encore sur les crêtes du fond marin qui freine son écoulement et ralentit la fonte glaciaire, mais l'océan réchauffé érode le fond de la langue de glace par le dessous. Si la glace ne s'accroche plus au relief rocheux du fond marin, elle se déversera en mer avec un emballement de la fonte, alerte Natalya Gomez, géophysicienne et modélisatrice à l'Université McGill à Montréal, Canada. Avec ses collègues elle a suivi de faibles changements d'élévation via six capteurs GPS fixés au substrat rocheux libre de glace autour de la mer d'Amundsen situé au centre de la zone de déglaciation ouest-antarctique, où aboutissent les glaciers Thwaites et Pine Island. Ces capteurs se sont rapidement élevés en deux ans (2010 à 2012), montrant le rebond en cours (plus de 4 cm/an, l'un des plus rapides au monde, et bien supérieur à celui attendu par la plupart des géophysiciens).
La calotte antarctique a déjà rétréci à la fin du dernier âge glaciaire il y a 12 000 ans, pour recommencer à croître avec l'effet de rebond qui participe à une dynamique géoplanétaire dont la rapidité pourrait avoir été sous-estimée : le manteau mou situé sous l'Antarctique occidental se réadapte rapidement à la glace perdue il y a des décennies ou siècles et milliers d'années. Le soulèvement va s'accélérer au fur et à mesure de l'allègement en glace et sa vitesse pourrait tripler d'ici là (+ 8 m en un siècle dans certains endroits).
Une situation assez proche est survenue il y a 125 000 ans (Éémien), lors de la dernière brève période chaude interglaciaires avec un niveau marin alors de 6 à 9 mètres plus haut qu'aujourd'hui pour une température à peine plus élevée. L'inlandsis antarctique occidental a été l'origine de cette élévation marine et sa base, située au-dessous du niveau de la mer, risque à nouveau d'être minée par le réchauffement océanique. L'Éémien n'est pas un analogue parfait, car le niveau marin était aussi déterminé par de légères modifications de l'orbite et de l'axe de rotation de la Terre. Mais la fonte récente de la calotte glaciaire pourrait aussi être le début d'un effondrement semblable (plutôt que d'une variation à court terme) ; le rebond eustatique n'empêchera pas l'effondrement de la calotte glaciaire à long terme, car malgré les engagements pris depuis Rio (2012) l'humanité n'a réussi à freiner ni les émissions de carbone ni le réchauffement climatique.

### Perte d'ozone

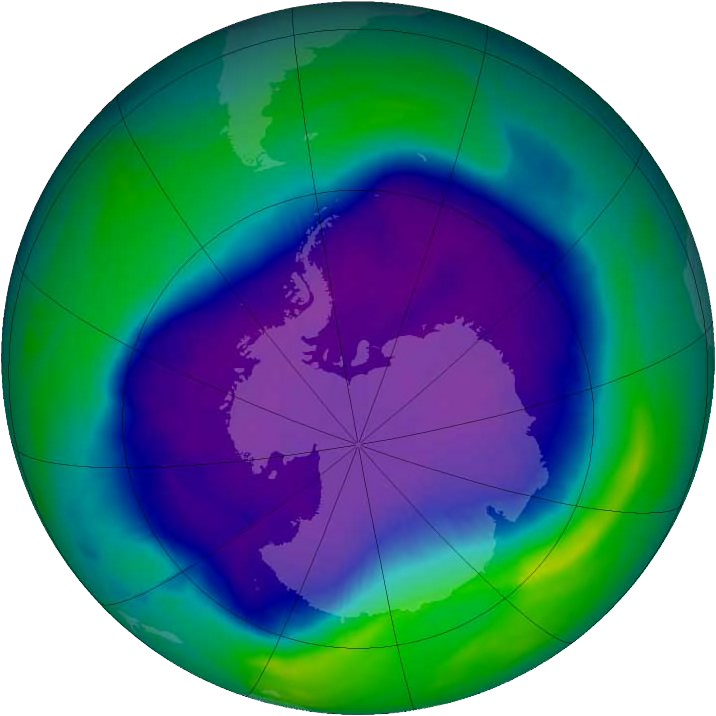
Image du plus grand « trou de la couche d'ozone » jamais enregistré et dû à l'accumulation de CFC (septembre 2006).

Chaque année, une zone à faible concentration d'ozone, ou « trou de la couche d'ozone », croît au-dessus de l'Antarctique. Ce dernier couvre l'ensemble du continent et atteint sa surface maximale en septembre. Le « trou » le plus durable est enregistré en 2008 et subsiste alors jusqu'à la fin du mois de décembre. Le « trou de la couche d'ozone » est détecté par des scientifiques en 1985 et avait tendance à augmenter avec les années d'observation. La diminution de la quantité d'ozone est attribuée à l'émission de chlorofluorocarbures (CFC) dans l'atmosphère, qui décomposent l'ozone en d'autres gaz.
Certains scientifiques suggèrent que la disparition de l'ozone peut avoir un rôle dominant dans les récents changements climatiques en Antarctique, voire dans une plus vaste partie de l'hémisphère sud. L'ozone absorbe une grande quantité de rayonnements ultraviolets dans la stratosphère. En outre, le « trou d'ozone » peut causer un refroidissement local d'environ 6 °C dans celle-ci. Ce refroidissement a pour effet d'intensifier les vents d'ouest qui circulent près du continent (le vortex polaire) et donc d'éviter l'échappement de l'air froid près du pôle Sud. Ainsi, l'inlandsis Est-Antarctique est maintenu à de basses températures et les pourtours du continent, particulièrement la péninsule Antarctique, sont sujets à des températures plus élevées qui favorisent l'accélération de la fonte des glaces. De récents modèles suggèrent cependant que le « trou de la couche d'ozone » améliore les effets du vortex polaire, ce qui explique la récente avancée de la banquise près de la côte continentale.

## Biologie

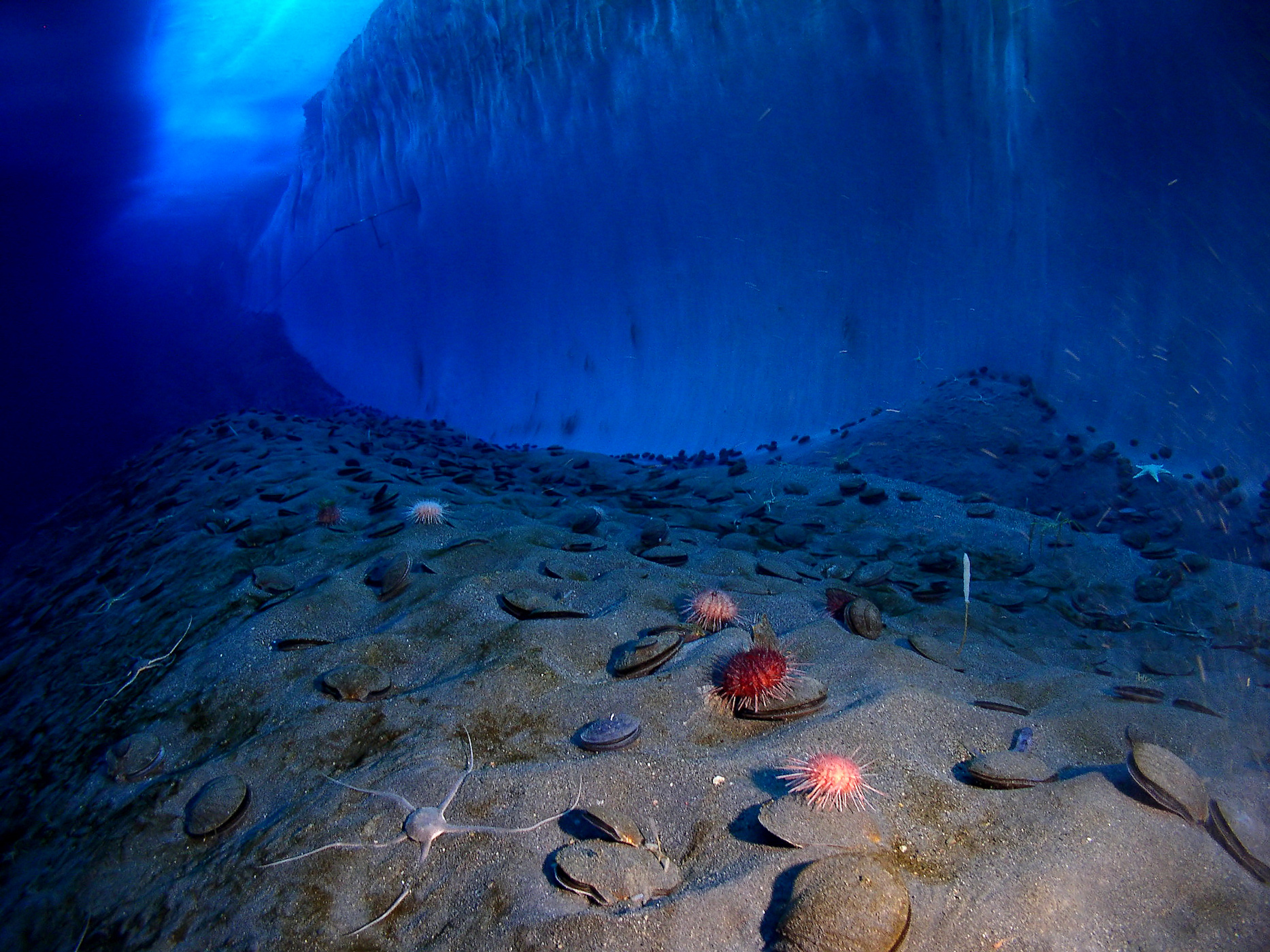
Fond marin sous la banquise à Explorer's Cover, New Harbor au détroit de McMurdo. On observe différentes types d'espèces comme un pétoncle austral (Adamussium colbecki), un oursin de l'Antarctique (Sterechinus neumayeri), une éponge de mer (Homaxinella balfourensis), une ophiure (Ophionotus victoriae), une araignée de mer (Colossendeis sp.).

L'Antarctique est l'une des huit écozones ou régions biogéographiques terrestres. L'océan Austral contient une biomasse importante grâce à une remontée d'eau (upwelling en anglais) par de forts courants marins d'eau froide en cette zone, qui apporte énormément de nutriments (sels nutritifs) et d'oxygène. Cette biomasse est d'autant plus riche par la présence de la convergence antarctique, véritable « frontière climatique » entre les autres océans et l'océan Austral aux eaux plus froides et moins salées. La richesse de cette biodiversité marine dont sa faune et sa flore benthiques, s'oppose à celle terrestre, c'est-à-dire aux côtes, beaucoup plus pauvre voire inexistante à l'intérieur de l'inlandsis. En effet le climat de la région antarctique ne permet pas une végétation dense et une vie animale foisonnante. Les températures glaciales, la pauvre qualité du sol, le manque d'humidité et de luminosité empêchent les plantes de se développer et la faune de prospérer. On n'y trouve ni arbre ni arbuste et seulement 1 % du continent est colonisé par les plantes. Les zones les plus favorables sont les parties côtières occidentales, la péninsule Antarctique et les îles sub-antarctiques.
De nombreuses espèces ou sous-espèces trouvées en Antarctique (voire endémiques) ont reçu pour épithète spécifique ou nom subspécifique antarcticus, antarctica ou antarcticum .

### Faune
La faune en Antarctique est marquée par la faune australe du Crétacé, dont des fossiles de plusieurs espèces sont découverts au XIXe et XXe siècles. Au début du Crétacé, sur l'est-Gondwana alors sans calotte glaciaire, plusieurs espèces sont recensées, comme des animaux endémiques. Des amphibiens et reptiles géants (Temnospondyli, Plesiosauroidea), dinosaures (Cryolophosaurus, Antarctopelta, Glacialisaurus) ou des mammifères y ont vécu, mais néanmoins, peu de fossiles de dinosaures ont été découverts en Antarctique en comparaison d'autres continents. Le climat passant de tropical à polaire, semble avoir entraîné une évolution importante jusqu'à la disparition de pratiquement toutes les espèces vivantes.
Peu d'invertébrés terrestres sont présents en Antarctique. Toutefois on y trouve des acariens microscopiques comme Alaskozetes antarcticus mais aussi des poux, des nématodes, des tardigrades, des rotifères, du krill et des collemboles. Récemment, des écosystèmes antédiluviens, constitués de plusieurs types de bactéries, ont été retrouvés vivants, emprisonnés sous des glaciers.
L'espèce de mouche Belgica antarctica qui mesure seulement 12 mm est, à proprement parler, le plus grand animal terrestre d'Antarctique. On compte 40 espèces d'oiseaux pour une population totale estimée à 200 millions d'individus ; les plus représentés sont les sternes, les skuas, les pétrels et les manchots. Le pétrel des neiges (Pagodroma nivea) est l'une des trois espèces d'oiseaux qui se reproduisent exclusivement sur ce continent. Les cormorans et les fulmars fréquentent les côtes et les îles proches du continent. Les oiseaux charognards comme le chionis blanc (Chionis albus), le skua (Stercorarius skua), le pétrel géant (Macronectes giganteus) ou bien le pétrel de Hall (Macronectes halli) peuplent parmi les colonies de manchots à l'affût de nourriture. En Antarctique, la vie marine peuplée par 300 espèces de poissons, comprend également des manchots, des cétacés comme la baleine bleue (Balaenoptera musculus) ou la baleine franche australe (Eubalaena australis), l'orque (Orcinus orca), des dauphins, des cachalots, des pinnipèdes comme les otaries à fourrure (Arctocephalinae) et les éléphants de mer australs (Mirounga leonina), et dans les eaux profondes on note la présence du calmar colossal (Mesonychoteuthis hamiltoni). Le manchot empereur (Aptenodytes forsteri) dont le nombre est estimé à 200 000 individus, est le seul manchot qui se reproduit en Antarctique pendant l'hiver austral. De toutes les espèces de manchots, elle est celle qui se reproduit le plus au sud. Avec le manchot Adélie (Pygoscelis adeliae), ils sont les deux espèces dont l'aire de distribution se limite au continent. D'autres comme le manchot royal (Aptenodytes patagonicus), le manchot à jugulaire (Pygoscelis antarcticus) ou le manchot papou (Pygoscelis papua) ne se reproduisent pas uniquement en Antarctique mais leurs colonies y sont importantes et denses. Le gorfou doré (ou manchot à aigrettes) qui possède des plumes autour des yeux comme de longs sourcils, se reproduit quant à lui sur la péninsule antarctique et les îles sub-antarctiques telles la Géorgie du Sud. Bien que concentrée sur les parties côtières du continent et de ses îles environnantes, la population de manchots et de gorfous est estimée à 20 millions de couples.

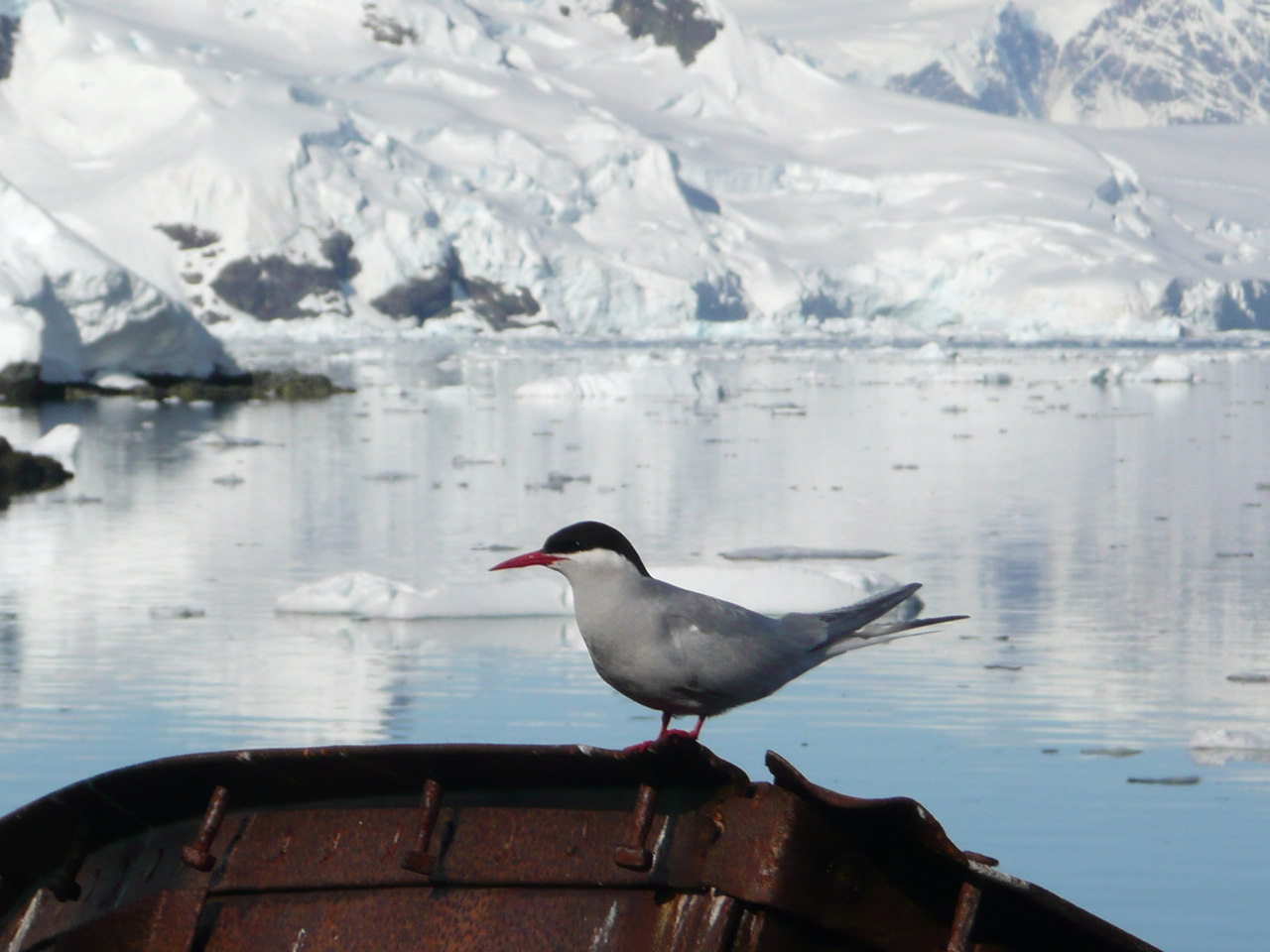
Une sterne couronnée (Sterna vittata) posée sur une épave à l'île Entreprise.
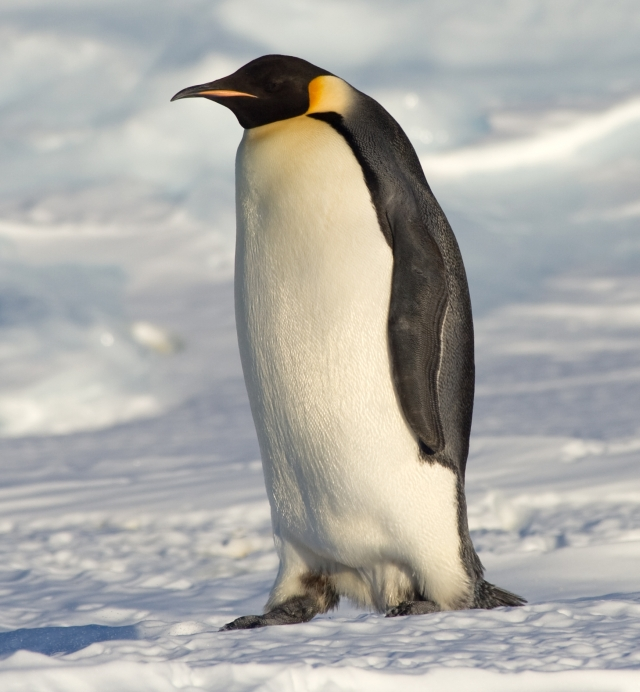
Un manchot empereur (Aptenodytes forsteri) adulte en Terre Adélie.
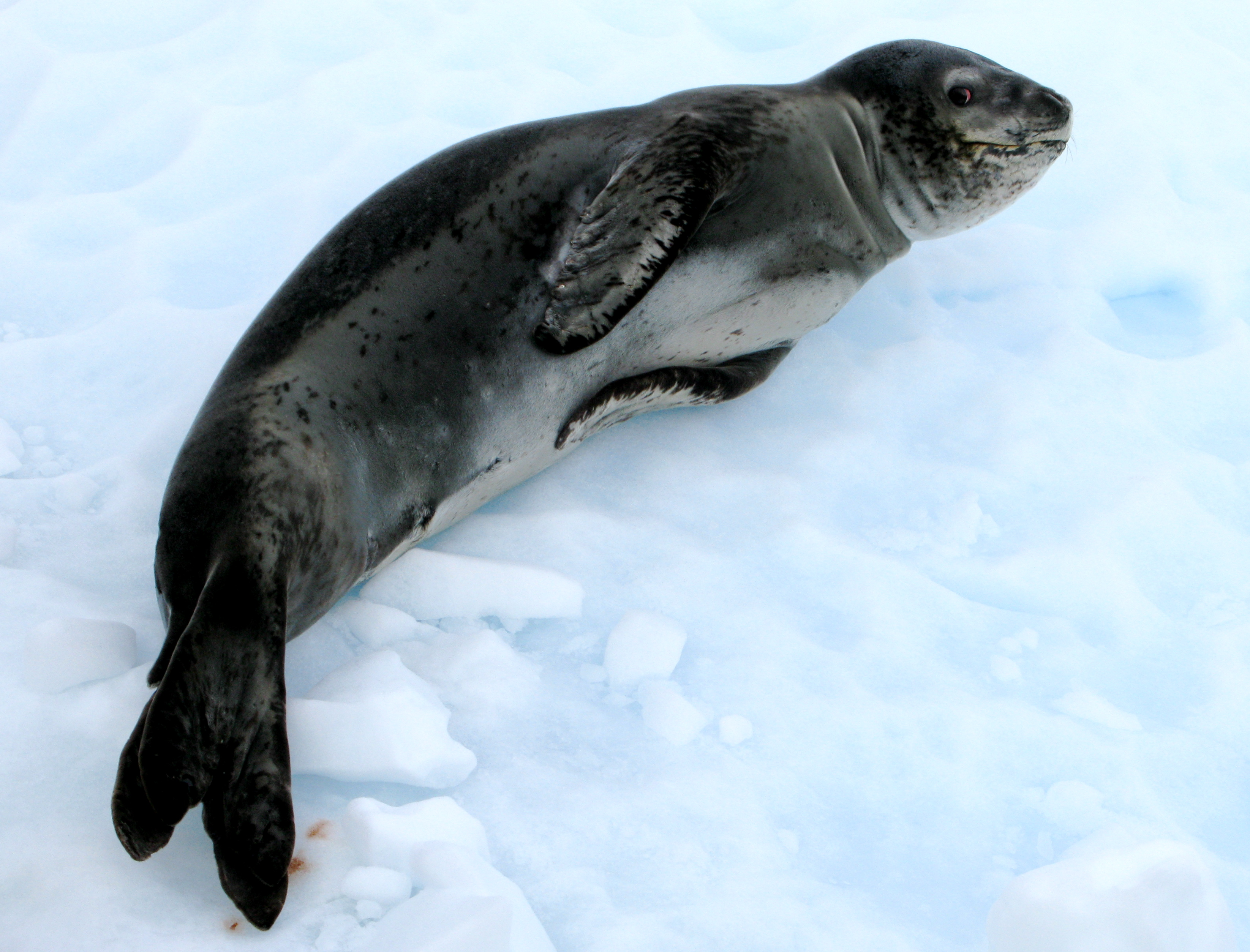
Un léopard des mers (Hydrurga leptonyx) se reposant sur un iceberg.
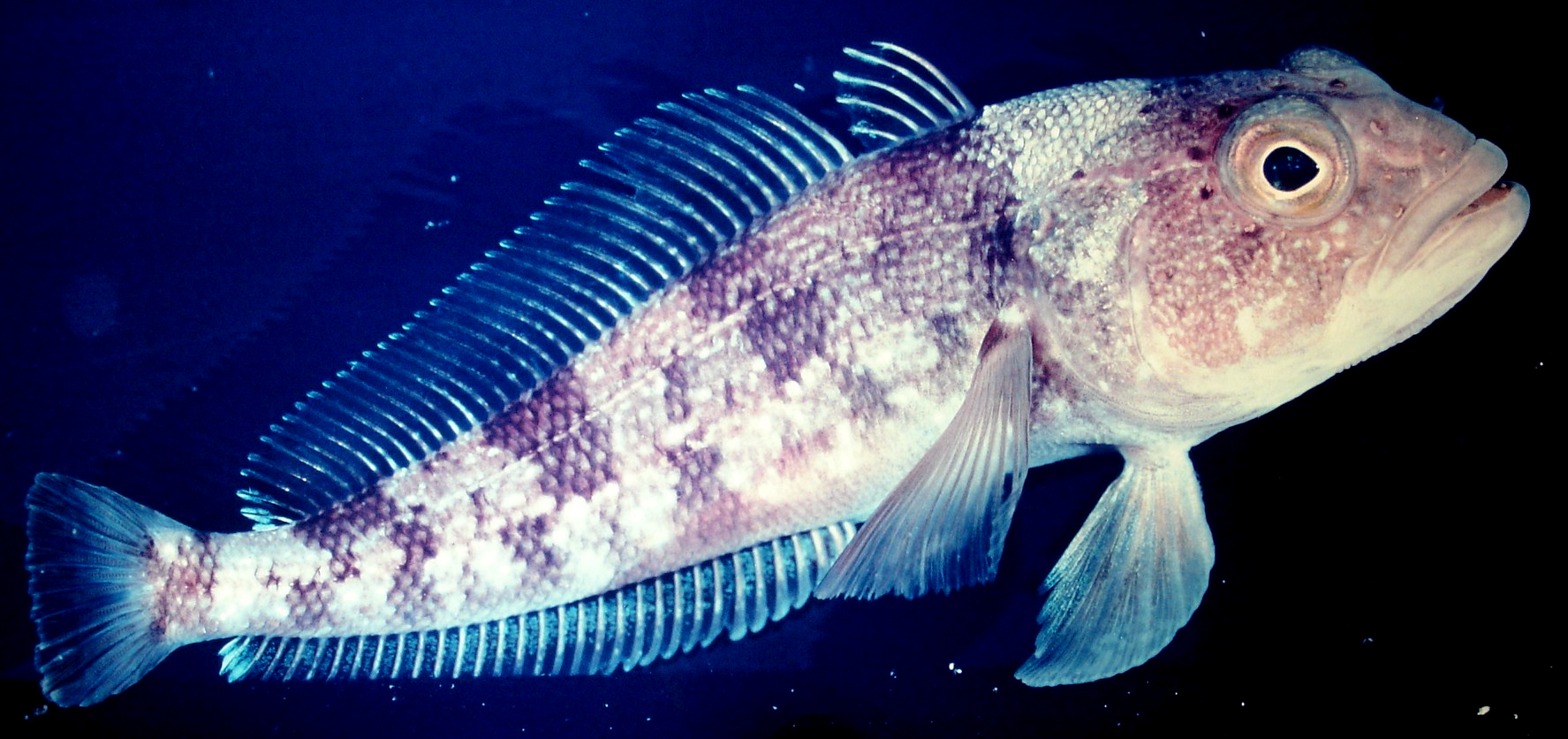
Un « poisson des glaces » Trematomus bernacchii.

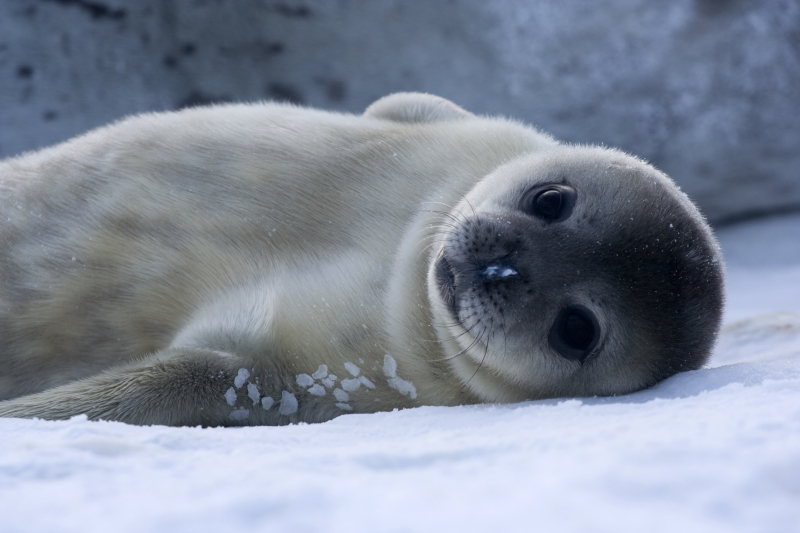
Un bébé phoque de Weddell en Terre Adélie.

Aux XVIIIe et XIXe siècles, l'otarie de Kerguelen a été décimée pour sa fourrure par des chasseurs originaires des États-Unis et du Royaume-Uni. Le phoque crabier (Lobodon carcinophaga) avec 15 millions d'individus, est le plus représenté des phocidés. Malgré le nom qu'il porte et comme le phoque de Weddell entre autres, sa principale ressource alimentaire est le krill antarctique (Euphausia superba). Ce krill, qui se rassemble en bancs de proportions importantes (500 km2), est l'espèce clé de voûte de l'écosystème de l'océan Austral et compose une grande part de l'alimentation des baleines, des otaries, des léopards de mer, des phoques, des calmars, des poissons-antarctiques, des manchots, des albatros et de beaucoup d'autres oiseaux.
Contrairement à certaines idées reçues, il n'existe pas de mammifères terrestres sur le continent. Il n'y a donc ni ours polaire ou ours blanc (Ursus maritimus) ni caribous (Rangifer tarandus). Seuls ces derniers, introduits par l'Homme, vivent en petits troupeaux sur les îles sub-antarctiques de la Géorgie du Sud et des Kerguelen. De même le morse (Odobenus rosmarus), le narval (Monodon monoceros) ou bien le pingouin torda (Alca torda), unique représentant du genre Alca, ne vivent que dans l'hémisphère nord.
L'adoption en 1978 de l'Antarctic Conservation Act apporte plusieurs restrictions à l'activité humaine sur le continent. Ainsi, l'importation de plantes ou d'animaux exotiques peut entraîner des sanctions pénales, tout comme l'extraction d'espèces indigènes. La surpêche du krill, un animal qui joue un grand rôle dans l'écosystème de l'Antarctique, pousse les gouvernements à promulguer des réglementations sur la pêche dans ces régions. Un arrêté du 12 octobre 2001 interdit l’introduction de toute espèce animale ou végétale non indigène.
La Convention sur la conservation des phoques en Antarctique de 1972 signée à Londres et qui entre en vigueur en 1978, assure une protection des phocidés par une gestion raisonnée des captures dans le respect des équilibres écologiques. Les espèces protégées sont l'éléphant de mer austral (Mirounga leonina), le phoque de Ross (Ommatophoca rossi) et les otaries (Arctocephalus sp.). Le phoque de Weddell (Leptonychotes weddellii) âgé d’un an ou de plus d'un an sont également protégés. Entrée en vigueur en 1980, la Convention sur la conservation de la faune et la flore marines de l'Antarctique (CCAMLR) exige que les règles qui gèrent l'industrie de la pêche dans l'océan Austral prennent en compte les effets possibles de celle-ci sur l'écosystème antarctique. Malgré cette nouvelle loi, la pêche non réglementée et illégale, particulièrement celle de la légine australe, reste un problème important et en augmentation, avec une estimation de 32 000 tonnes en 2000,.
Démarré depuis l'Année polaire internationale, le recensement de la vie marine (Census of Marine Life), qui a impliqué plus de 300 chercheurs, présente quelques découvertes notables. Plus de 235 organismes marins vivent à la fois dans les deux régions polaires, reliant ainsi deux zones espacées de 12 000 km. Certains grands animaux comme des cétacés ou des oiseaux font l'aller-retour tous les ans. Plus surprenant, on a trouvé de plus petites formes de vie comme des vers de vase, des concombres de mer ou des mollusques sous-marins dans les deux océans polaires. Plusieurs facteurs peuvent aider cette diffusion : dans les profondeurs de l'océan, les températures sont plutôt uniformes aux pôles et à l'équateur où elles ne diffèrent que par moins de 5 °C. En outre, la circulation thermohaline transporte les œufs et les larves. Quinze nouvelles espèces d'amphipodes et également certaines nouvelles espèces de cnidaires ont été découvertes sous la plateforme de glace de Larsen. Les résultats du recensement de la vie marine divulgués officiellement en octobre 2010 à Londres, prévoient encore de nouvelles et nombreuses découvertes.

### Flore

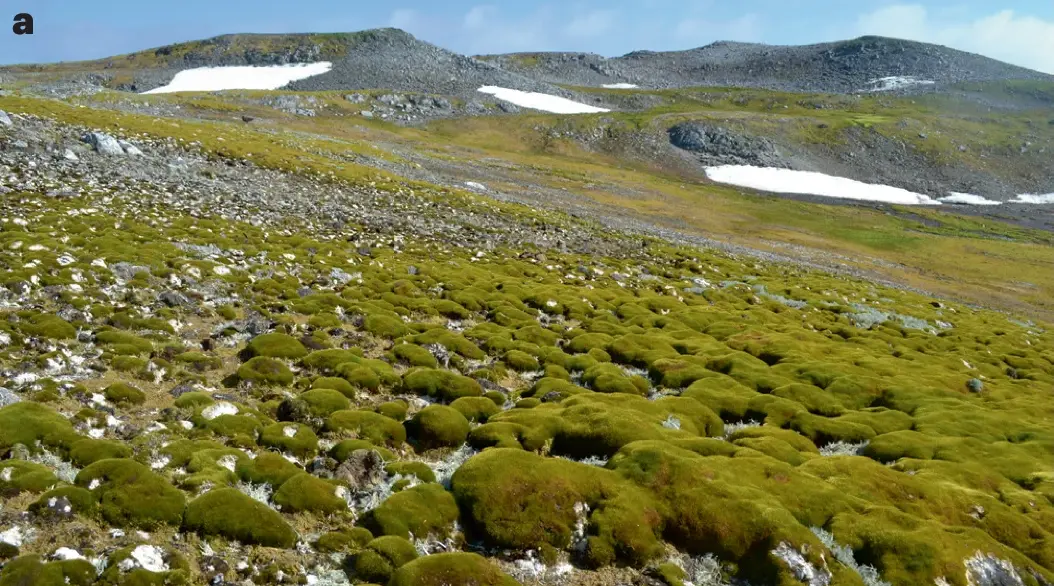
Flore dominée par les mousses de la péninsule antarctique en 2021.

Les seuls autotrophes présents sur le continent sont essentiellement des protistes. La flore antarctique se limite principalement à des mousses, des algues, des mycètes et des hépatiques qui ne poussent généralement que quelques semaines en été.
L'Antarctique compte plus de 200 espèces de lichens, 100 de mousses (Bryophyta) et 30 d'hépatiques (Hepaticophyta). On dénombre également 700 espèces d'algues dont la majorité est du phytoplancton. En été, l'algue des neiges (Chlamydomonas nivalis) et des diatomées multicolores sont particulièrement abondantes sur les côtes. Seulement deux espèces de plantes vasculaires sont indigènes de l'Antarctique : la canche antarctique (Deschampsia antarctica) et la sagine antarctique (Colobanthus quitensis). Cette flore est particulièrement présente sur la partie occidentale du continent généralement plus chaud et humide. Les îles sub-antarctiques sont également davantage privilégiées comme le montre la présence de 26 espèces de plantes indigènes en Géorgie du Sud. Cependant, on a observé certains lichens et mousses dans des biotopes absolument extrêmes comme leur présence dans les vallées sèches de McMurdo en Terre Victoria. Aussi la sagine antarctique a été observée jusqu'à l'île Neny, soit 68° 12′ Sud, et la canche antarctique aux îles Refuge, soit 68° 21′ Sud. Enfin, ont été observées des mousses jusqu'au 84° 42′ Sud et des lichens au 86° 09′ Sud et ce jusqu'à 2 000 m d'altitude.
L’Antarctique verdit considérablement sous l’effet du changement climatique : dans la péninsule antarctique, l'infime fraction du continent occupée par des plantes a été multipliée par presque 14 entre 1986 et 2021, avec une accélération récente, passant de 0,9 km2 à près de 12 km2.

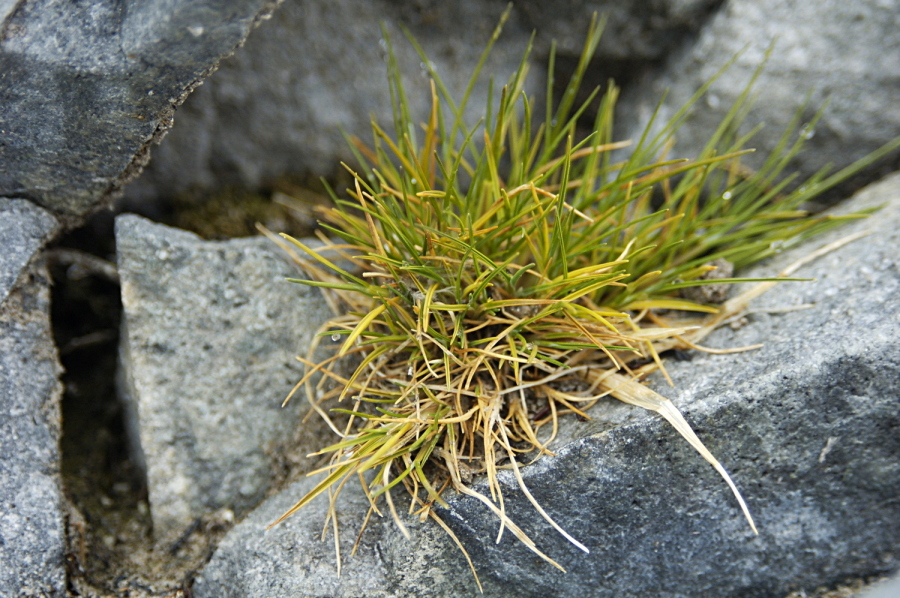
Canche antarctique (Deschampsia antarctica).
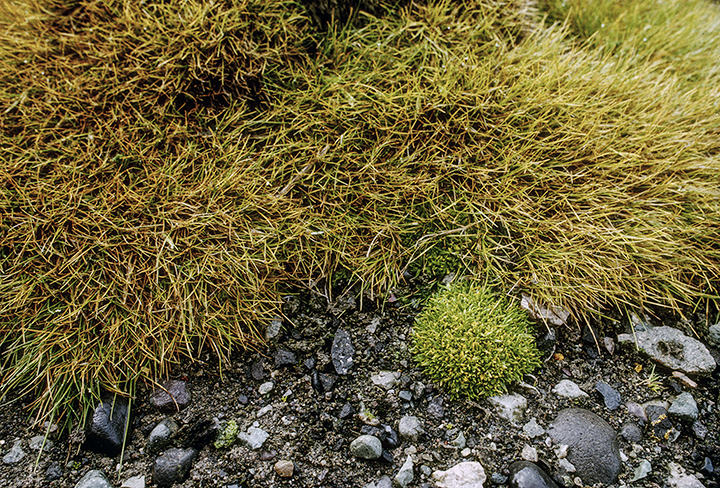
Canche et Sagine antarctique (Colobanthus quitensis).
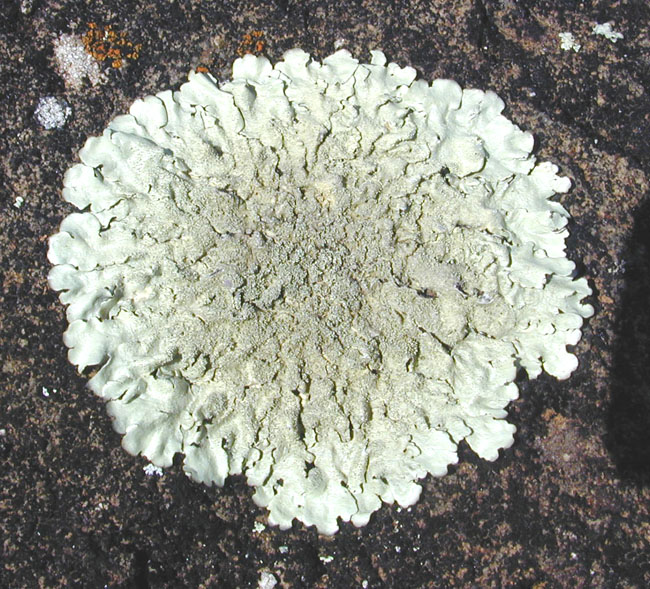
Plus de 200 espèces de lichens ont été répertoriées en Antarctique.
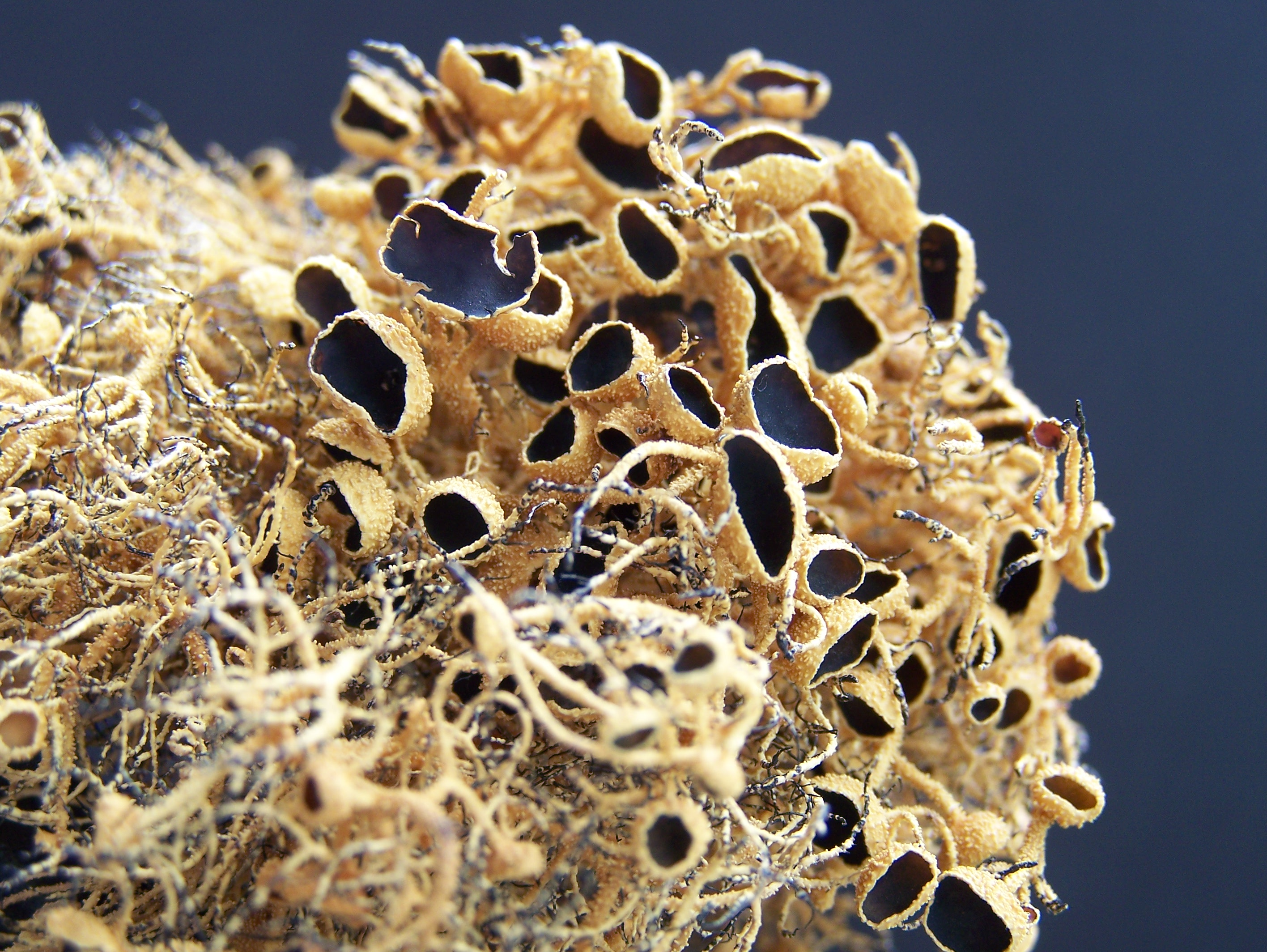
Usnée antarctique (Usnea antarctica).
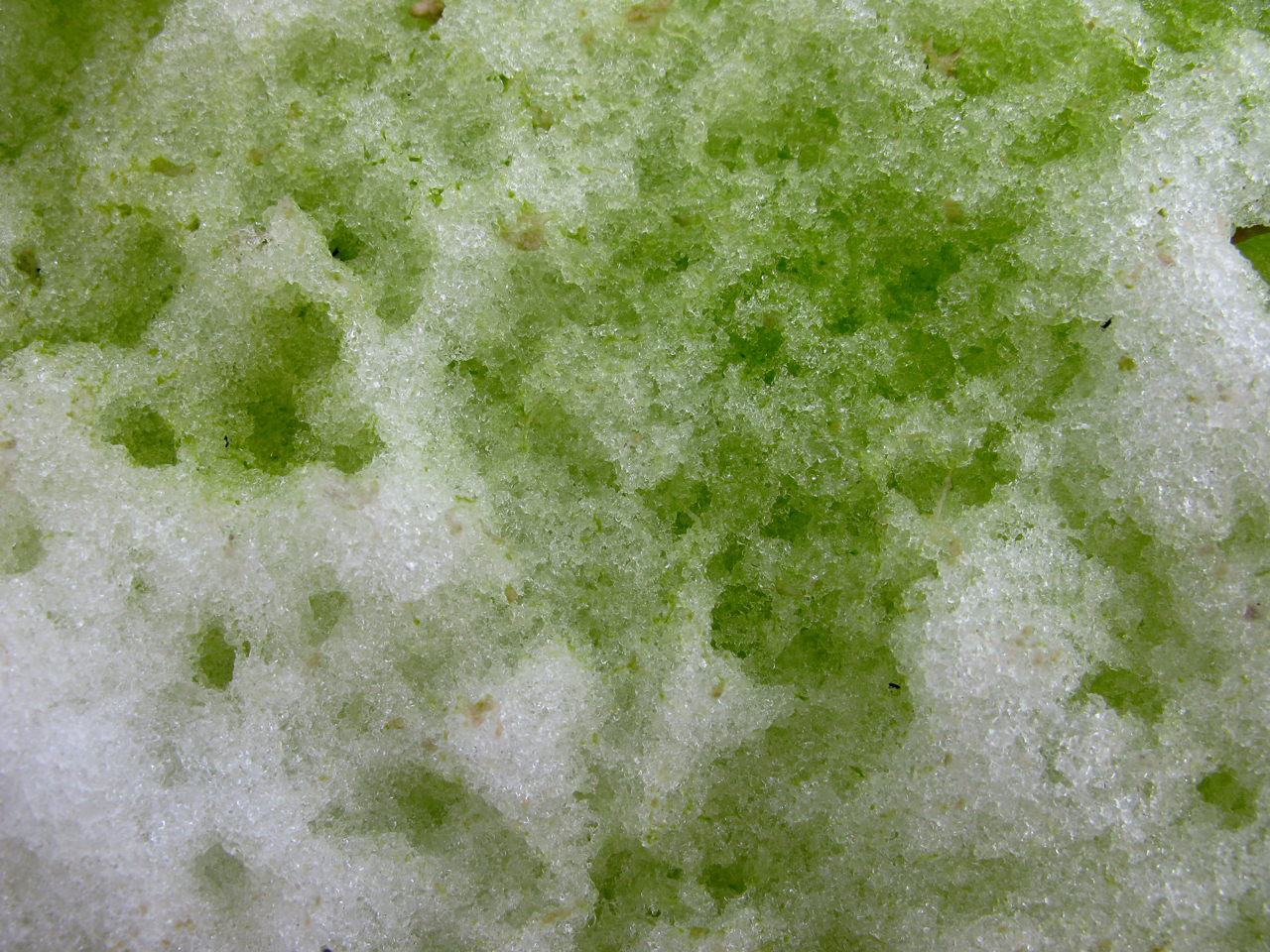
Algue des neiges (Chlamydomonas nivalis) sur l'île Galindez.

## Géologie

### Histoire géologique et paléontologique

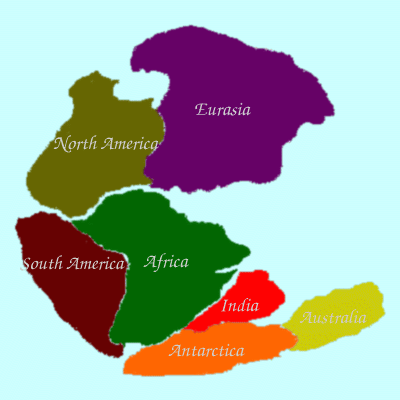
Pangée avant la dérive des continents.

L'Antarctique fait partie du supercontinent appelé Pangée qui se morcèle il y a plus de 200 Ma, dérivant vers l'est et le sud. Il y a 175 Ma, l'Antarctique est une partie du Gondwana issue de la Pangée. Ce dernier se fragmente encore pour enfin former, il y a environ 25 Ma, l'Antarctique tel que nous le connaissons aujourd'hui.

#### Paléozoïque (540-250 Ma)
Durant le Cambrien, le Gondwana accuse un climat tempéré. L'Ouest de l'Antarctique se situe en partie dans l'hémisphère nord et, durant cette période, de grandes quantités de grès, de roches calcaires et de schiste s'accumulent. L'Est de l'Antarctique se trouve, quant à lui, au niveau de l'équateur où les fonds marins tropicaux fleurissent d'invertébrés et de trilobites. Au début du Dévonien (416 Ma), le Gondwana se situe dans des latitudes plus méridionales entraînant un climat plus frais, bien que des fossiles de plantes terrestres datant de cette époque aient été découverts. Du sable et du limon se déposent dans les régions qui correspondent aujourd'hui aux monts Ellsworth, à la chaîne Horlick et à la chaîne Pensacola. La glaciation commence à la fin du Dévonien (360 Ma) lorsque le Gondwana se centre autour du pôle Sud et que le climat se refroidit, ce qui, néanmoins, n'entraîne pas la disparition de la flore. Pendant le Permien, la vie végétale est dominée par les fougères comme Glossopteris qui pousse dans les marécages. Au fil du temps, ces marais se transforment en gisements de charbon dans la chaîne Transantarctique. Vers la fin du Permien, le réchauffement conduit à un climat chaud et sec dans une grande partie du Gondwana.

#### Mésozoïque (250-65 Ma)
À cause d'un réchauffement continu, la calotte glaciaire fond si bien qu'une grande partie du Gondwana devient un désert. Les fougères à graines colonisent l'Antarctique oriental et de grandes quantités de grès et de schiste se déposent sur le sol. Les synapsides sont communs en Antarctique entre la fin du Permien et le début du Trias et comprennent des espèces comme Lystrosaurus. Pendant le Jurassique (206-146 Ma), la péninsule Antarctique commence à se former et les îles émergent progressivement de l'océan. En outre, les ginkgos et les cycadophytas sont abondants. En Antarctique occidental, les conifères dominent les forêts du Crétacé (145-65 Ma), bien que les hêtres commencent à s'imposer à la fin de cette période. Au Jurassique et au Crétacé, les ammonites sont alors courantes dans les eaux et les dinosaures sont également présents bien que seulement quatre genres spécifiques au continent soient connus en 2013 : Cryolophosaurus, Antarctopelta, Glacialisaurus et Trinisaura,. C'est également pendant cette période que le Gondwana commence à se disloquer.

#### Morcellement du Gondwana (160-23 Ma)

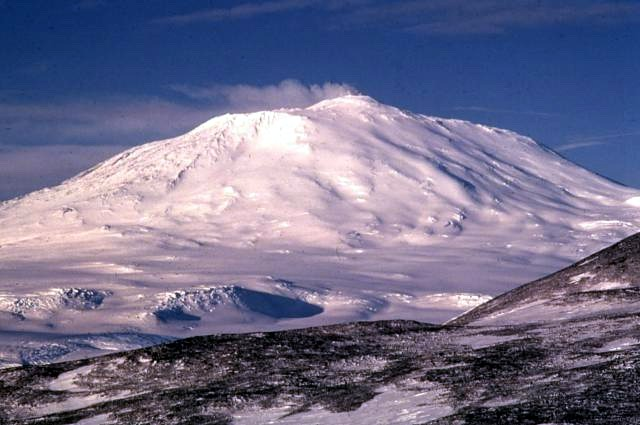
Le mont Erebus, volcan actif sur l'île de Ross.

Il y a 160 Ma l'Afrique se sépare de l'Antarctique suivie par le sous-continent indien au début du Crétacé (approximativement 125 Ma). Aux environs de 65 Ma, l'Antarctique, alors reliée à l'Australie, a encore un climat tropical voire subtropical et est dotée d'une faune composée de mammifères placentaires et marsupiaux, de reptiles et de dinosaures, d'oiseaux. Vers 40 Ma, l'Australie et la Nouvelle-Guinée se séparent de l'Antarctique si bien que les courants sont susceptibles de l'isoler de l'Australie. Avant cette période, la Terre est plus chaude qu'aujourd'hui, mais le déplacement du continent vers le sud s'accompagne d'un refroidissement de la planète, autant que de la chute des températures sur le continent. Ainsi, la glace commence à y apparaître il y a environ 34 Ma, alors que le niveau de CO2 est proche de 760 ppm bien qu'il soit déjà en baisse par rapport aux précédents niveaux qui atteignaient alors des milliers de ppm. Vers 23 Ma, le passage de Drake s'ouvre entre l'Antarctique et l'Amérique du Sud, formant le courant circumpolaire antarctique qui finit d'isoler le continent. Diverses études suggèrent que le niveau de CO2 baisse, dès lors, plus rapidement. Il semble que ce soit l'apparition du courant circumpolaire qui entraîne une baisse plus grande de la température. La glace commence à gagner du terrain et remplace les forêts. Depuis environ 15 Ma, ce dernier est en grande partie recouvert de glace tandis que la calotte glaciaire atteint son extension actuelle vers 6 Ma.

### Géologie actuelle de l'Antarctique

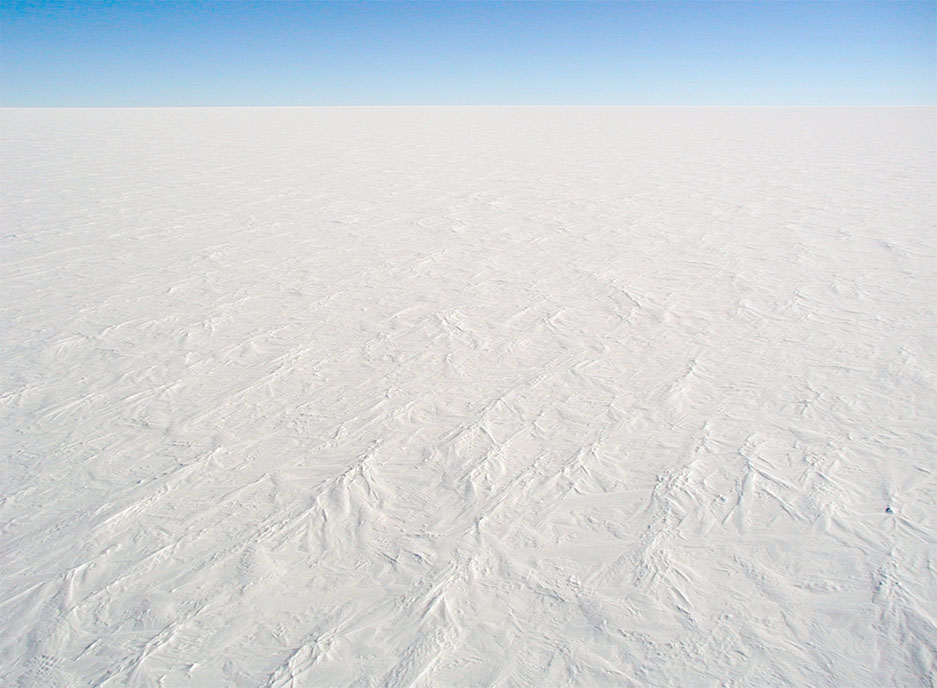
La surface neigeuse du Dôme C (Concordia) est représentative de la majorité de la surface du continent.

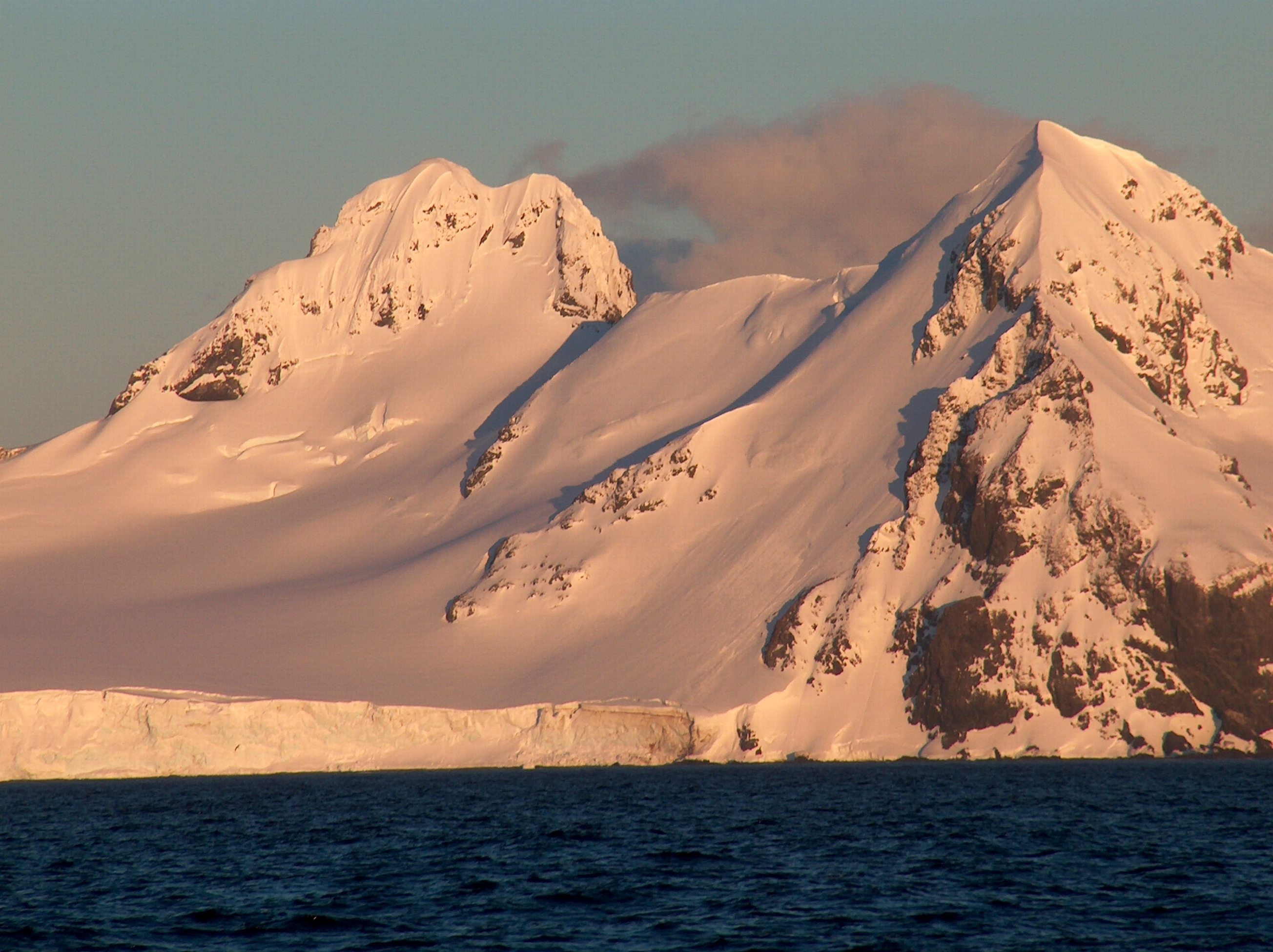
Le Kaloyan Nunatak et le Shabla Knoll parmi les montagnes de Tangra sur l'île Livingston.

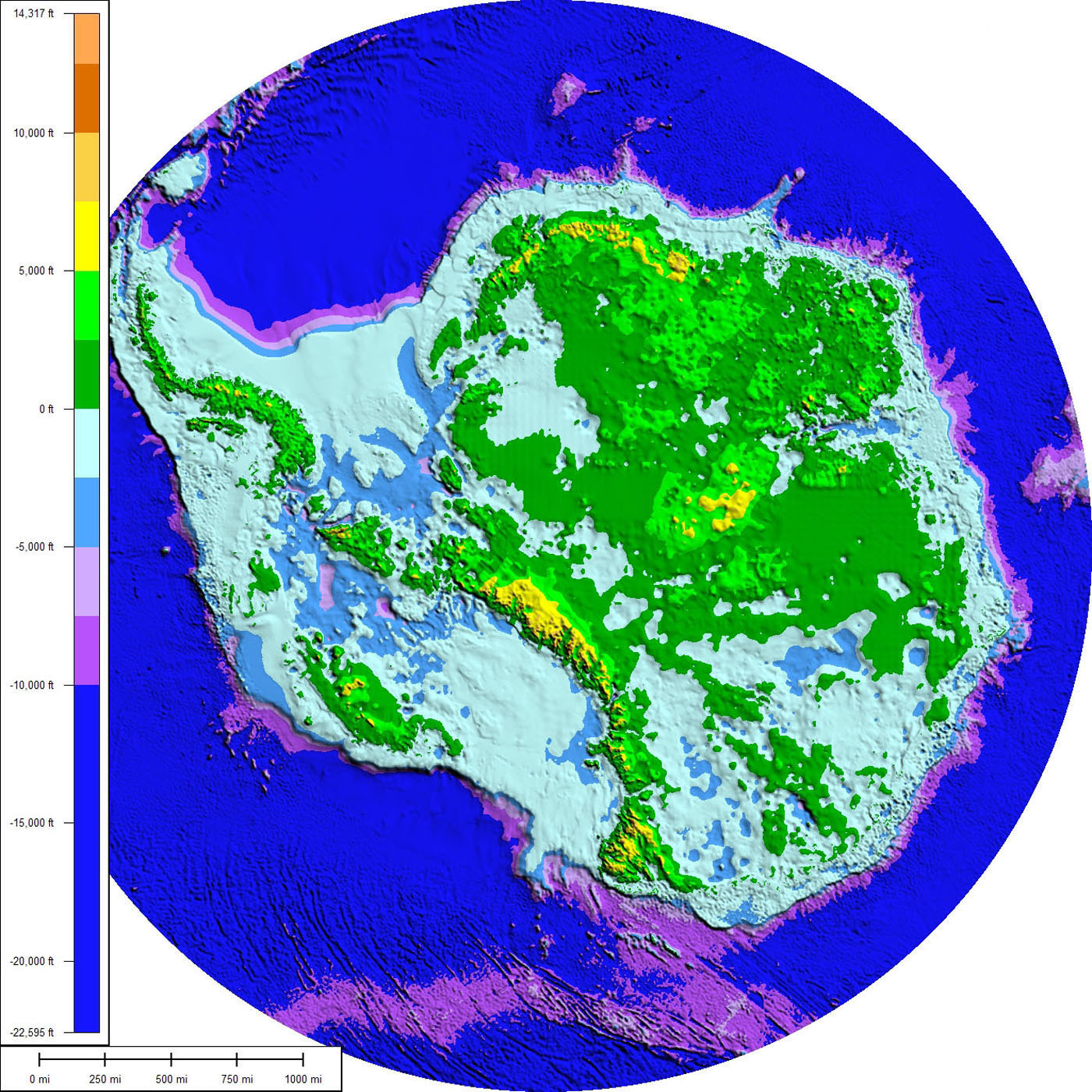
Topographie et bathymétrie sous-glaciaires de l'Antarctique.

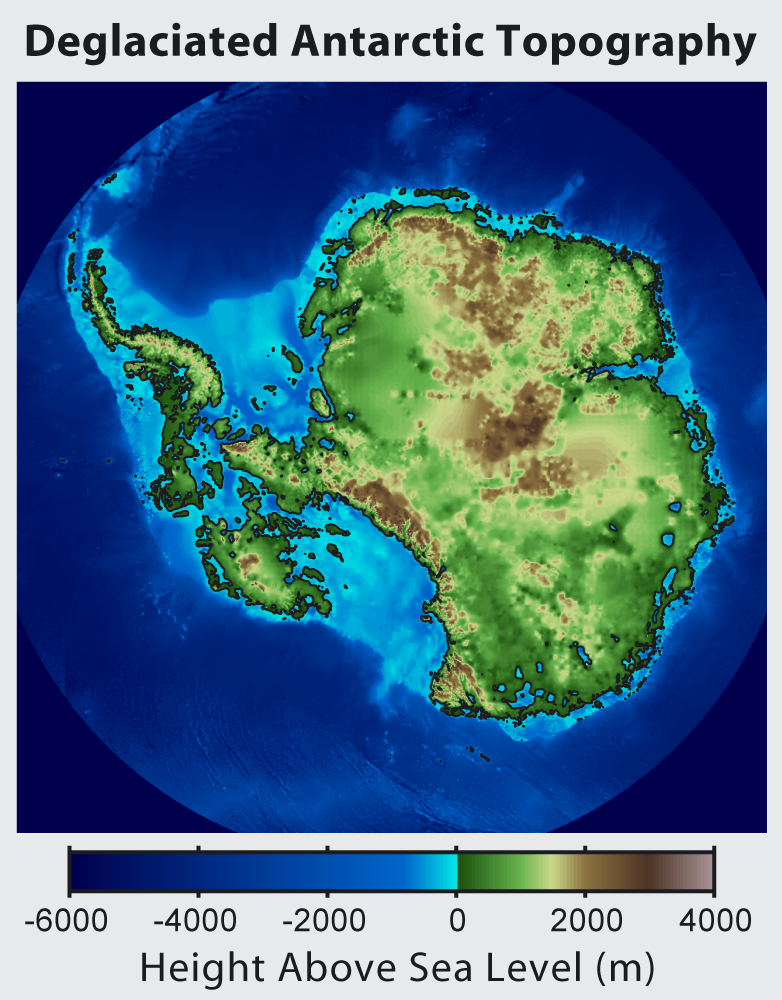
Carte topographique de l'Antarctique après avoir retiré la couche de glace et en tenant compte à la fois du rebond isostatique et de l'élévation du niveau de la mer. Ainsi cette carte suggère que l'Antarctique peut s'être figé ainsi depuis 35 millions d'années, quand la terre était assez chaude pour empêcher la formation de glace à grande échelle dans l'Antarctique.

L'étude géologique de l'Antarctique est entravée par la couverture quasi totale du continent par une épaisse couche de glace. De nouvelles techniques comme la télédétection, le radar à pénétration de sol ou l'imagerie spatiale commencent à fournir des informations sur le sol situé sous la glace.
Géologiquement, l'Antarctique occidental ressemble étroitement à la cordillère des Andes située en Amérique du Sud. La péninsule Antarctique s'est formée grâce au soulèvement et au métamorphisme du sédiment des fonds marins entre la fin du Paléozoïque et le début du Mésozoïque. Ce soulèvement sédimentaire fut accompagné par une intrusion de roches magmatiques et par le volcanisme. Les roches les plus communes en Antarctique occidental sont l'andésite et la rhyolite, roches volcaniques formées durant le Jurassique. Il existe des traces d'activité volcanique, même après que la couche de glace s'est formée, en Terre Marie Byrd et sur l'Île Alexandre-Ier. La seule zone qui présente des différences avec le reste de l'Antarctique occidental est la région des monts Ellsworth où la stratigraphie correspond plus à la partie orientale du continent.
L'Antarctique oriental, datant du Précambrien avec quelques roches formées il y a plus de 3 milliards d'années, est géologiquement varié. Il est formé d'une plate-forme composée de roches métamorphiques et magmatiques qui forment la base du bouclier continental. Au sommet de cette base se trouvent différentes roches de périodes postérieures telles que du grès, du calcaire, de la houille et du schiste qui se sont déposées pendant le Dévonien et le Jurassique pour former la chaîne Transantarctique. Dans les zones côtières comme la chaîne Shackleton et la terre Victoria, des failles se sont formées.
La principale ressource minérale connue sur le continent est le charbon. Il a d'abord été localisé près du glacier Beardmore par Frank Wild durant l'expédition Nimrod. Il existe également du charbon de qualité inférieure à travers de nombreuses régions des montagnes Transantarctiques. En outre, le mont Prince-Charles renferme d'importants gisements de minerai de fer. Les ressources les plus précieuses de l'Antarctique, à savoir le pétrole et le gaz naturel, ont été trouvées au large, dans la mer de Ross en 1973. L'exploitation de toutes les ressources minérales est interdite en Antarctique jusqu'en 2048 par le Protocole de Madrid.

## Activités humaines

### Population

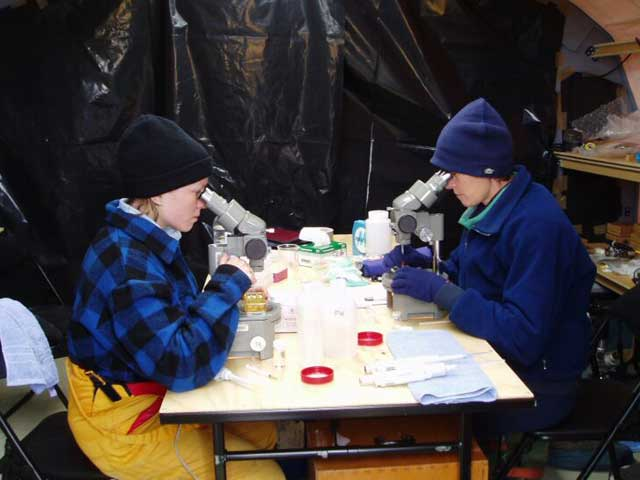
Deux chercheuses étudient du plancton à travers des microscopes.

L'Antarctique ne compte pas d'habitants permanents mais un certain nombre de gouvernements maintiennent en permanence des équipes dans les diverses stations de recherche présentes sur le continent. Le nombre de personnes qui gèrent et qui secondent la recherche scientifique et les autres travaux sur le continent et ses îles proches varie d'environ 1 000 personnes en hiver à environ 5 000 en été. Beaucoup de ces stations sont pourvues en personnel durant toute l'année mais la majorité des employés qui passent l'hiver en Antarctique arrivent de leur pays d'origine pour des missions d'un an. Une église orthodoxe, ayant ouvert en 2004 à la station russe Bellingshausen, est également occupée par un ou deux prêtres qui alternent tous les ans,.
Les chasseurs de phoques anglais et américains furent les premiers résidents semi-permanents des régions proches de l'Antarctique (notamment des zones situées au sud de la convergence antarctique) dont ils se servirent, à partir de 1786, pour passer un an ou plus en Géorgie du Sud. Durant l'époque de la chasse à la baleine, qui dura jusqu'en 1966, la population de cette île variait de plus de 1 000 habitants en été (voire plus de 2 000 certaines années) à environ 200 en hiver. Les chasseurs de baleines étaient principalement norvégiens mais aussi britanniques et japonais. Les principales stations baleinières furent la baie des Baleiniers sur l'île de la Déception, Grytviken, Leith Harbour, King Edward Point, Stromness, Husvik, Prince Olav Harbour, Ocean Harbour et Godthul. Les chefs et les officiers supérieurs des stations baleinières y vivaient souvent avec leur famille. Citons par exemple le fondateur de Grytviken, le capitaine Carl Anton Larsen, un célèbre chasseur et explorateur norvégien qui acquit avec sa famille la nationalité britannique en 1910.
Le premier enfant né au sud de la convergence antarctique est une Norvégienne du nom de Solveig Gunbjørg Jacobsen qui voit le jour à Grytviken le 8 octobre 1913 et dont la naissance est déclarée par le représentant de la magistrature anglaise en Géorgie du Sud. Elle est l'une des filles de Fridthjof Jacobsen, le directeur adjoint de la station baleinière, et de Klara Olette Jacobsen. M. Jacobsen arrive sur l'île en 1904 afin de devenir le directeur de Grytviken ; un poste qu'il assure de 1914 à 1921. Deux de ses enfants sont nés sur l'île.
Emilio Marcos Palma est la première personne née au sud du 60e parallèle sud (la limite du continent selon le traité sur l'Antarctique), et également la première née sur ledit continent, en 1978 à la base Esperanza à l'extrémité de la péninsule Antarctique,. Ses parents ainsi que sept autres familles furent envoyées sur ce territoire par le gouvernement argentin qui cherchait à déterminer si la vie de famille y était possible. En 1984, Juan Pablo Camacho voit le jour à la base Presidente Eduardo Frei Montalva et devient le premier chilien né en Antarctique. Plusieurs bases sont aujourd'hui le domicile de familles avec des enfants qui fréquentent les écoles présentes à proximité. Jusqu'en 2009, onze enfants étaient nés en Antarctique (au sud du 60e parallèle sud) : huit à la base antarctique argentine Esperanza et trois à la base chilienne Presidente Eduardo Frei Montalva.

### Économie

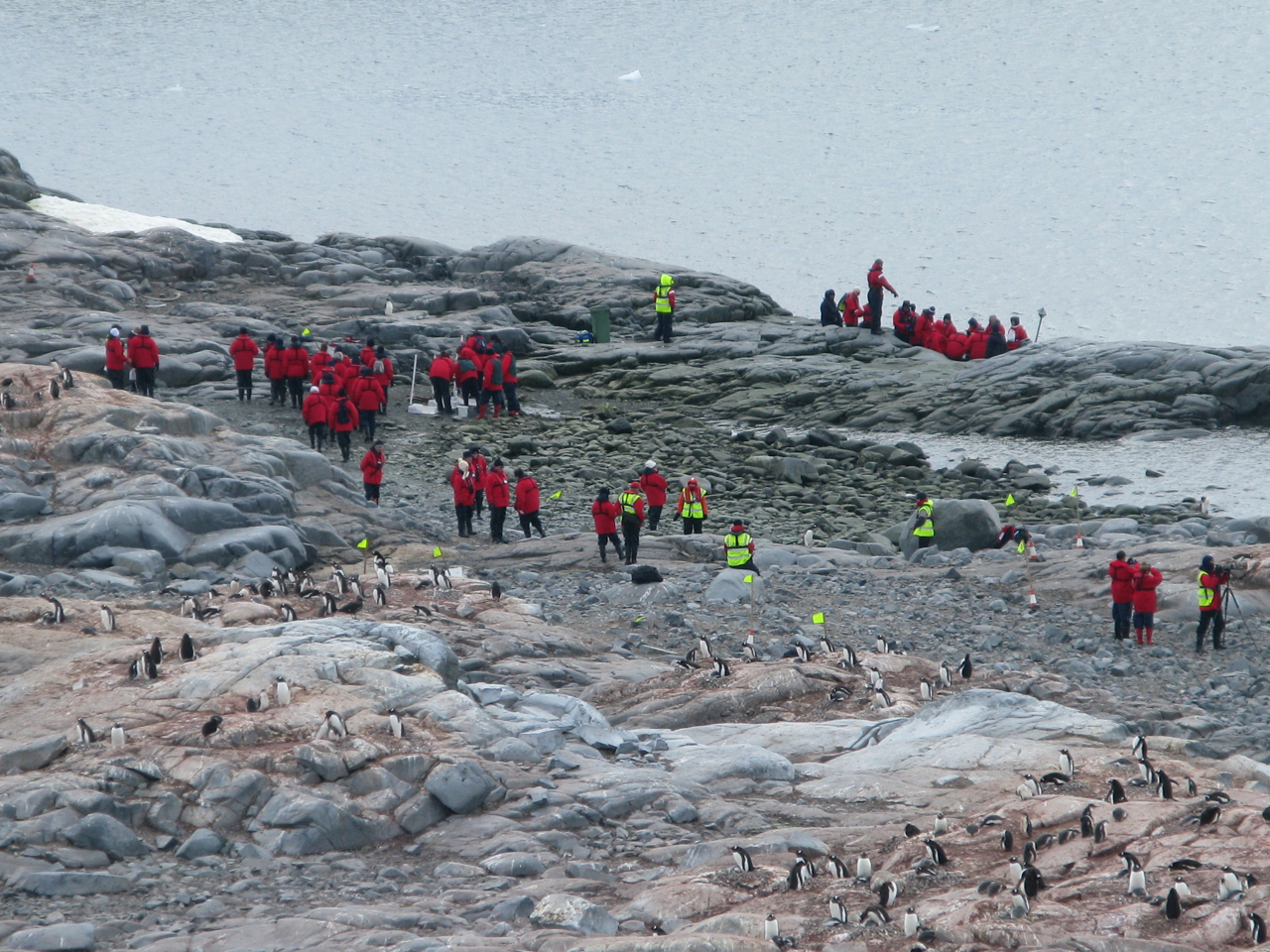
Un groupe de touristes débarque à l'île de Cuverville au milieu d'une colonie de Manchots papous.

Bien que de la houille, des hydrocarbures, du minerai de fer, du platine, du cuivre, du chrome, du nickel, de l'or et d'autres minéraux aient été découverts en Antarctique, ils ne sont pas présents en quantités suffisantes pour permettre une exploitation rentable. Le protocole de Madrid de 1991 limite par ailleurs une éventuelle activité liée aux ressources naturelles. En 1998, un accord aboutit à l'interdiction, pour une durée illimitée, d'exploiter les ressources minérales de l'Antarctique. Ce consensus, qui sera réétudié en 2048, limite davantage le développement et l'exploitation économique du continent. La principale activité économique repose sur la pêche et la vente du poisson. En 2000-2001, la quantité de poissons pêchée en Antarctique s'élevait à 112 934 tonnes.
Dans une moindre mesure, les « expéditions touristiques » existent depuis 1957 et sont théoriquement encadrées par le protocole de Madrid. En réalité, elles sont régulées par l'Association internationale des voyagistes antarctiques (IAATO). Tous les navires liés au tourisme ne sont pas membres de l'IAATO mais les adhérents de cette association sont à l'origine de 95 % de l'activité touristique du continent. Les voyages, qui s'effectuent le plus souvent sur des navires de petite ou de moyenne taille, privilégient les sites typiques où la faune et la flore caractéristiques du continent sont facilement accessibles, c'est-à-dire les parties côtières des îles Shetland du Sud et de la péninsule Antarctique. En 1990, le continent a accueilli 3 000 touristes. Depuis 2004, environ 27 000 touristes, provenant presque tous de navires de croisière, visitent l'Antarctique chaque année, soit une augmentation de 500 % en dix ans. Ce nombre a atteint 37 506 lors de l'été austral 2006-2007. Il a augmenté jusqu'à atteindre le nombre de 73 991 en 2019.
Récemment, les possibles effets néfastes de l'afflux de visiteurs sur l'environnement et l'écosystème furent un sujet de préoccupations. Un appel à des réglementations plus strictes envers les navires et à la mise en place d'un quota de touristes fut émis par plusieurs écologistes et scientifiques. La première réponse des signataires du traité sur l'Antarctique fut de mettre en place, à travers leur comité pour la protection de l'environnement et leur association avec l'IAATO, d'une part des directives concernant l'organisation des débarquements des touristes sur les sites visités, et d'autre part l'interdiction ou la restriction d'accès aux sites qui recevaient la plus forte abondance de visites. Les vols touristiques étaient assurés par l'Australie et la Nouvelle-Zélande jusqu'au crash du vol 901 Air New Zealand sur le mont Erebus qui tua les 257 passagers en 1979. Qantas reprend les vols commerciaux de l'Australie vers l'Antarctique au milieu des années 1990, on compte environ 3 000 « touristes aériens » par an.
Durant la dernière saison touristique avant le Covid-19, 74 000 visiteurs se sont rendus sur le continent austral.

### Transport
Les transports en Antarctique ont été améliorés par les technologies humaines : les zones isolées et reculées traversées par les premiers explorateurs sont aujourd'hui transformées en des régions plus accessibles au transport terrestre, mais surtout aérien et maritime, plus adapté et plus rapide notamment par l'utilisation de navires brise-glace. L'utilisation de chiens de traîneaux est maintenant interdite car les chiens sont une espèce exotique en Antarctique et par leur statut de superprédateurs qui sont une menace pour la faune locale.

### Recherche

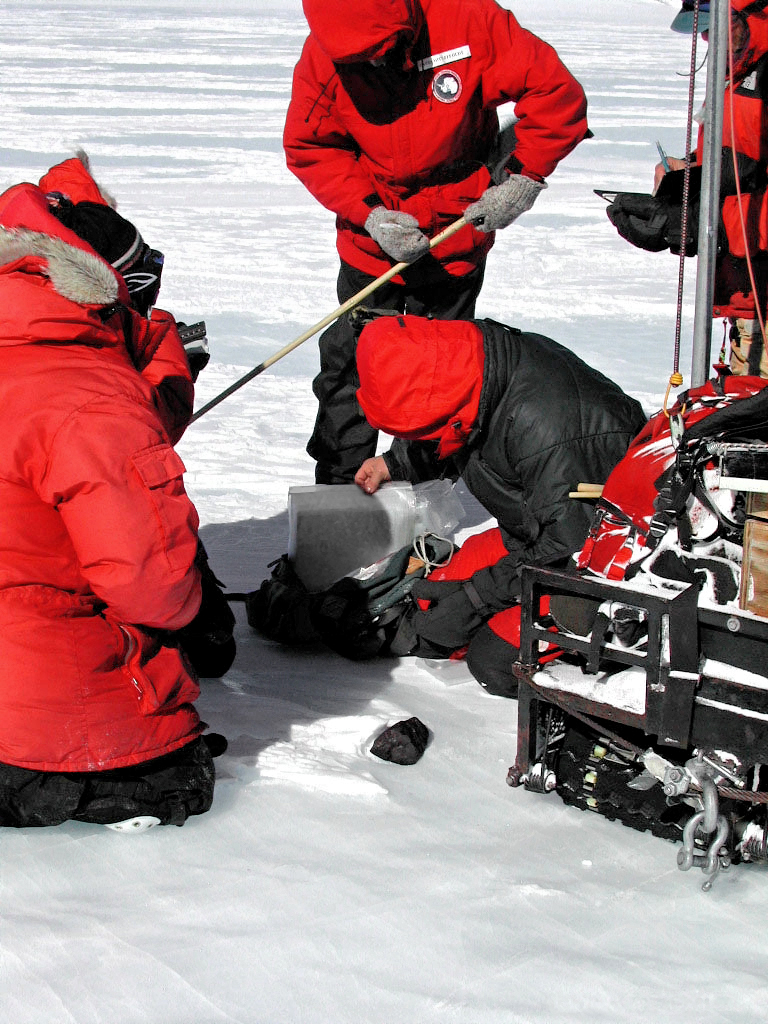
Des chercheurs de l'ANSMET découvrent une météorite durant l'été austral 2001.

Chaque année, des scientifiques de 27 pays différents effectuent en Antarctique des expériences impossibles à réaliser ailleurs dans le monde. En été, plus de 4 000 scientifiques travaillent dans la cinquantaine de stations de recherche. Ce nombre décroît à environ 1 000 en hiver. Certains États y maintiennent en effet une présence humaine permanente ou semi-permanente.
Les chercheurs présents en Antarctique peuvent être des biologistes, des géologues, des océanographes, des physiciens, des astronomes, des glaciologues et des météorologues. Les géologues étudient notamment la tectonique des plaques, les météorites provenant de l'espace et les traces du morcellement du supercontinent Gondwana. Les glaciologues travaillent sur l'histoire et la dynamique des icebergs, de la neige saisonnière, des glaciers et de l'inlandsis. Les biologistes, en plus d'étudier la faune et la flore, s'intéressent à la façon dont les températures rigoureuses et la présence de l'être humain agissent sur l'adaptation et les techniques de survie d'un grand nombre d'organismes. Les médecins ont fait des découvertes concernant la propagation de virus et la réaction du corps aux températures extrêmes. Les astrophysiciens étudient la voûte céleste et le fond diffus cosmologique à la station d'Amundsen-Scott. Beaucoup d'observations astronomiques sont de meilleure qualité lorsqu'elles sont effectuées au sein du territoire Antarctique plutôt qu'à un autre endroit du Globe car l'altitude élevée offre une atmosphère raréfiée. En outre, les basses températures minimisent la quantité de vapeur d'eau dans l'atmosphère et l'absence de pollution lumineuse permet une vision de l'espace plus nette que n'importe où sur Terre. La glace de l'Antarctique sert à la fois de protection et de milieu de détection pour le plus grand télescope à neutrinos du monde, l'IceCube, construit à 2 kilomètres en dessous de la station d'Amundsen-Scott.

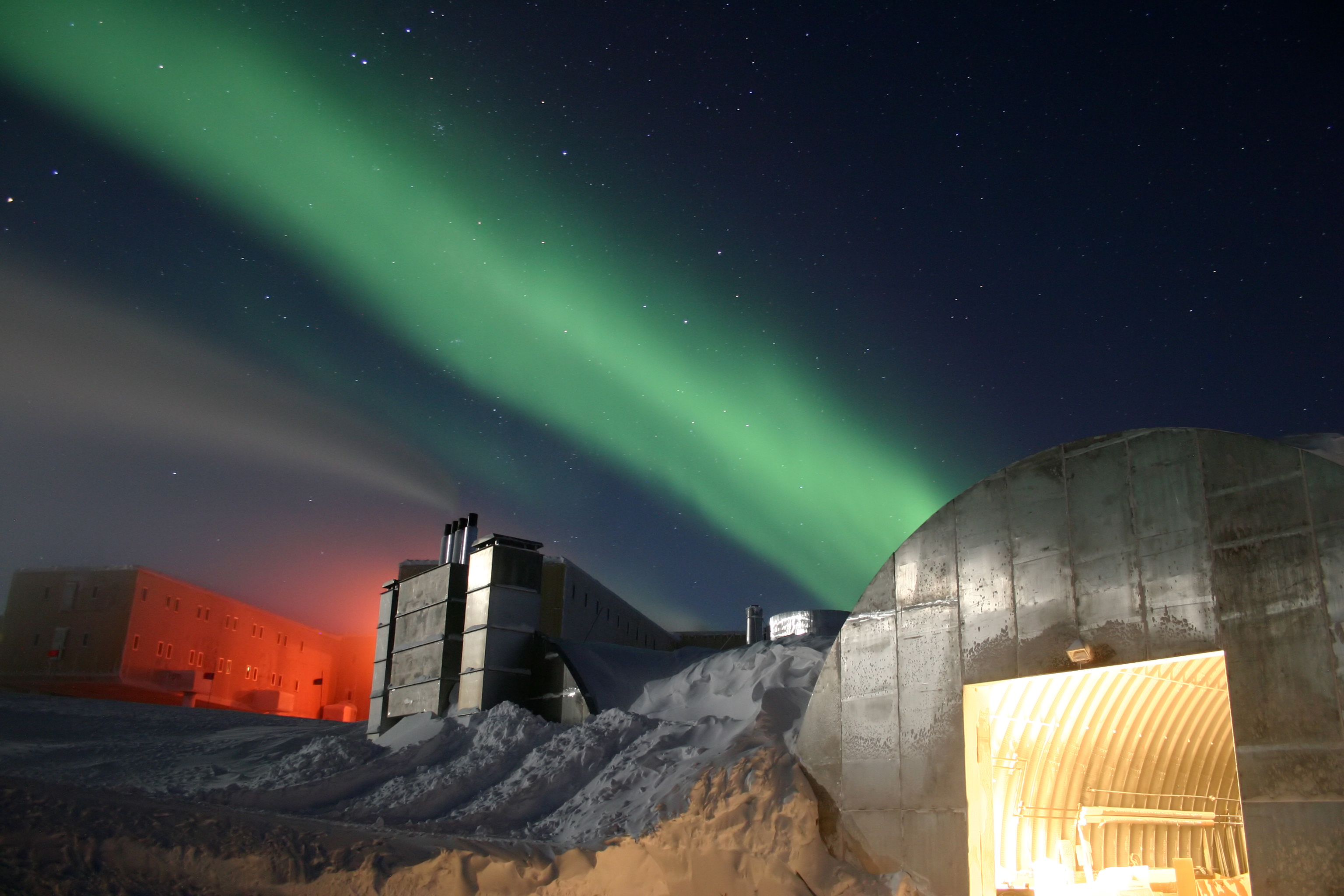
Une pleine lune et une exposition de 25 secondes ont permis un éclairage suffisant pour réaliser cette photographie à la station d'Amundsen-Scott durant une nuit polaire. La station peut être vue à l'extrême gauche, la centrale électrique au centre et l'atelier de réparation mécanique en bas à droite. La lumière verte à l'arrière plan est une aurore australe.

Depuis les années 1970, la couche d'ozone dans l'atmosphère au-dessus de l'Antarctique est un point important des différentes études menées sur le continent. En 1985, trois scientifiques britanniques qui travaillent sur les données qu'ils ont recueillies sur la plateforme de glace de Brunt, près de la base antarctique Halley, découvrent l'existence d'un « trou » dans cette couche. En 1998, les données satellites de la NASA montrent que le trou de la couche d'ozone présente une taille plus importante que jamais, couvrant 27 millions de km2. Il a finalement été montré que la destruction de l'ozone était causée par les chlorofluorocarbures émis par l'Homme. Avec l'interdiction des CFC dans le protocole de Montréal de 1989, on estime que le « trou de la couche d'ozone » sera refermé d'ici les cinquante prochaines années.
Financé par la CEE depuis 2006 pour 4 années, ARENA (Antarctic Research, a European Network for Astrophysics) est un programme européen de recherche en astrophysique situé en Antarctique,. Soutenu par le CNRS en ce qui concerne la France, et par chaque organe de recherche national des États membres de l'Europe, les recherches s'effectuent principalement à la base antarctique Concordia.
En 2007, selon Mark Meier de l'université du Colorado à Boulder aux États-Unis, la fonte des glaces du Groenland et de l'Antarctique ne contribuerait, pour le siècle en cours, qu'à hauteurs respectives de 28 % et 12 % à l'élévation du niveau des mers. Ce serait plutôt les plus petits glaciers, qui, fondant désormais à une vitesse accélérée, contribueraient actuellement à des apports excédentaires de 417 milliards de mètres cubes en eau par an, et devraient rester les plus gros contributeurs jusqu'à la fin du siècle. Alors le niveau marin se sera élevé de 10 à 25 cm.

#### Bases scientifiques

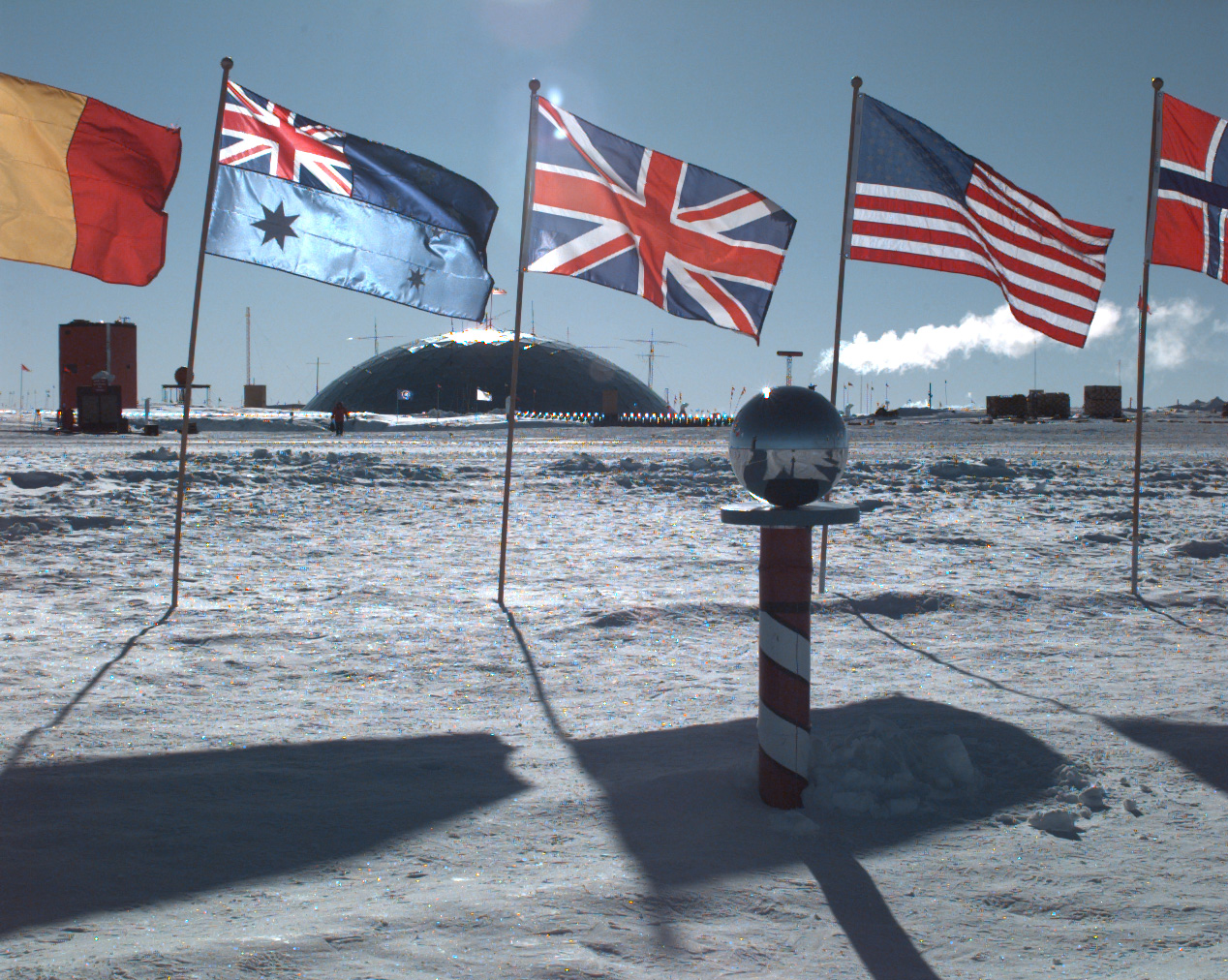
La station Amundsen-Scott située au pôle Sud géographique.

Les bases ou stations de l'Antarctique sont les centres stratégiques et logistiques de la recherche scientifique internationale. À l'intérieur de ces infrastructures cohabitent les laboratoires, les lieux de vie (cuisine, chambres, salle médicalisée, etc.) et les locaux techniques (générateur, ateliers, salle de stockage, etc.). Pour des raisons d'accessibilité, elles se situent principalement aux îles Shetland du Sud, en péninsule Antarctique et sur les parties côtières du continent. Seules les bases permanentes Amundsen-Scott (États-Unis), Concordia (France-Italie), Vostok (Russie) et celles estivales Dôme Fuji (Japon), Kunlun (Chine), Kohnen (Allemagne) où se situe le forage du projet EPICA, et Princesse Elisabeth (Belgique), sont installées sur l'inlandsis. Ces bases sont ravitaillées par avions spécialement équipés pour atterrir sur des pistes gelées ou bien par bateaux pendant l'été austral lorsque le retrait ou la diminution de l'épaisseur de la banquise permet aux navires de s'approcher suffisamment des côtes et d'accoster grâce à des embarcadères de glace comme celui utilisé à la base antarctique McMurdo. Cette base américaine peut loger plus de 1 000 scientifiques, visiteurs et touristes. Construite en 1956, la base Dumont d'Urville est la seule française. « Véritable campus universitaire », une cinquantaine de bâtiments répartis sur 5 000 m2 est occupée par 30 personnes durant l'hiver austral. Un distillateur d'eau de mer est utilisé pour l'eau des sanitaires et les déchets sont soit traités sur place soit ramenés hors du continent. C'est le navire polaire L'Astrolabe qui assure les rotations. Dans la station américaine Admundsen-Scott est installé un laboratoire de culture hydroponique. Des jeunes arbres, des plantes grimpantes, des légumes-feuilles (salades, choux, etc.) mais aussi des melons et des pastèques y poussent éclairés par des lampes à vapeur de sodium.

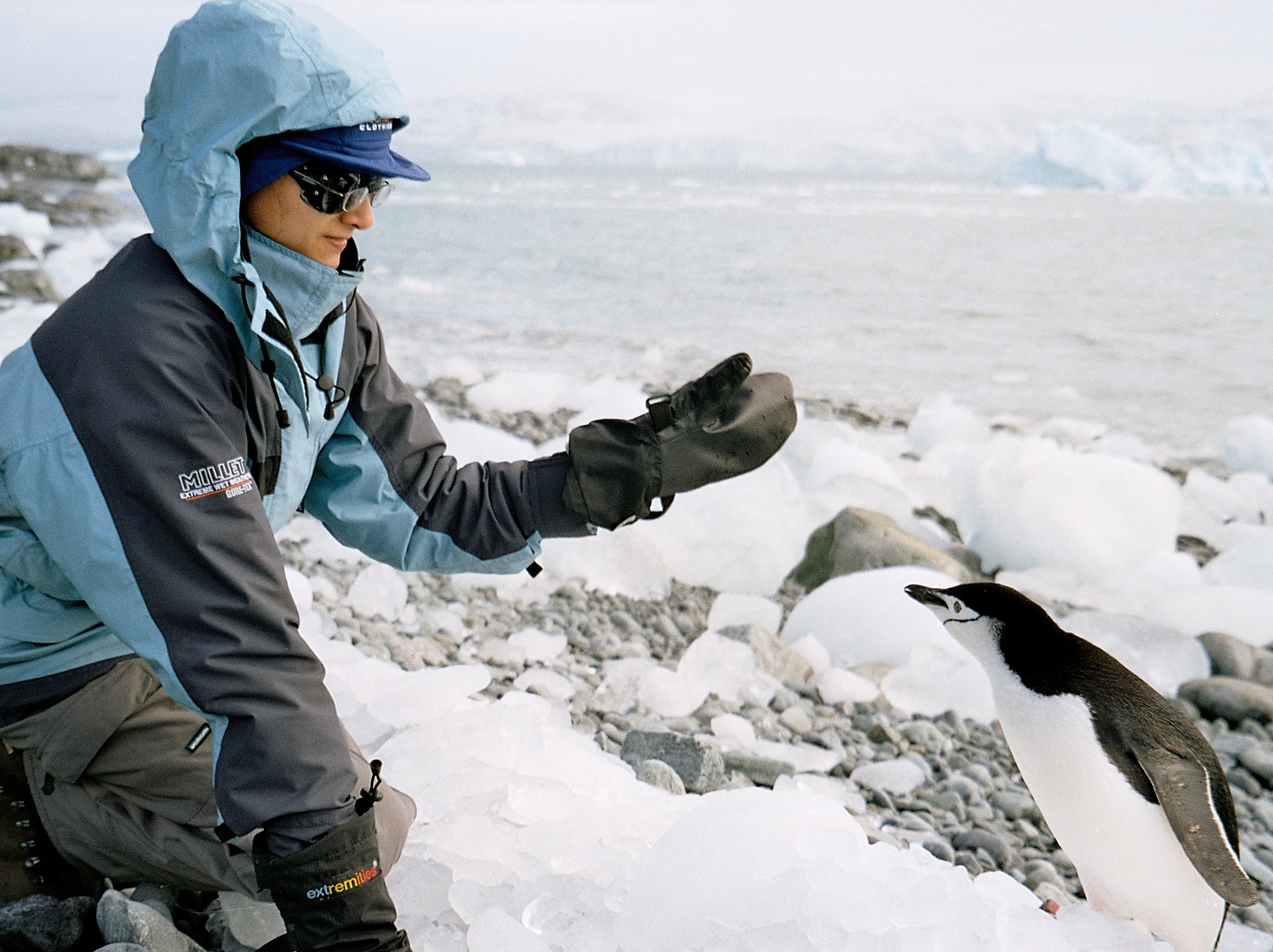
Une lycéenne bulgare et un manchot à jugulaire sur l’île Livingston. La Bulgarie a construit une base sur l’île en 1988.

Des nations qui avaient été absentes de l'exploration polaire y sont finalement venues, comme la Bulgarie qui a construit la base antarctique Saint-Clément-d'Ohrid sur l'île Livingston en 1988 et comme la Chinoise Zhongshan conçue en 1989 et, durant l'été 2009, la station allemande Neumayer 3 qui vient remplacer celle de 1992. Elle est conçue pour fonctionner pendant 30 ans et a coûté 40 millions d'euros. Elle peut accueillir 40 personnes dont les recherches portent sur l'état de la banquise et le niveau des eaux.
Si c'est en 2009 que la station belge Princesse Élisabeth est érigée non loin de l'ancienne base belge Roi-Baudouin (1958-1968), c'est qu'elle prolonge la tradition polaire belge remontant à 1898. La réalisation belge se distingue de la technique habituelle des bases polaires. Patronnée par la Fondation polaire internationale, organisation scientifique basée en Belgique depuis le 6 septembre 2007, elle révèle le premier projet écologique en Antarctique, celui de la station Princesse Élisabeth, la première base « zéro-émission » du monde qui a pour but d'étudier les changements climatiques. La station préfabriquée, construite lors de l'Année polaire internationale est expédiée par bateau de Belgique jusqu'au pôle Sud vers la fin de l'année 2008 afin de surveiller les conditions naturelles des régions polaires. La construction, le transport et l'équipement de la station auront coûté près de 22 millions d'euros. L'explorateur polaire belge Alain Hubert a déclaré que cette base serait la première de la sorte à produire « zéro émission », faisant d'elle un modèle unique de la façon dont l'énergie devrait être utilisée en Antarctique. L'équipe de conception de la station a été dirigée par le directeur du projet Johan Berte qui mène des recherches en glaciologie, en microbiologie et en climatologie. Dans le prolongement des études climatologiques, se place l'observation des aurores australes qui ne peut avoir lieu que pendant la nuit polaire, ce qui implique d'affronter un hivernage en Antarctique. En effet ces réactions lumineuses issues d'éjections de matières coronales ne peuvent pas être vues en dehors du continent.

#### Météorites

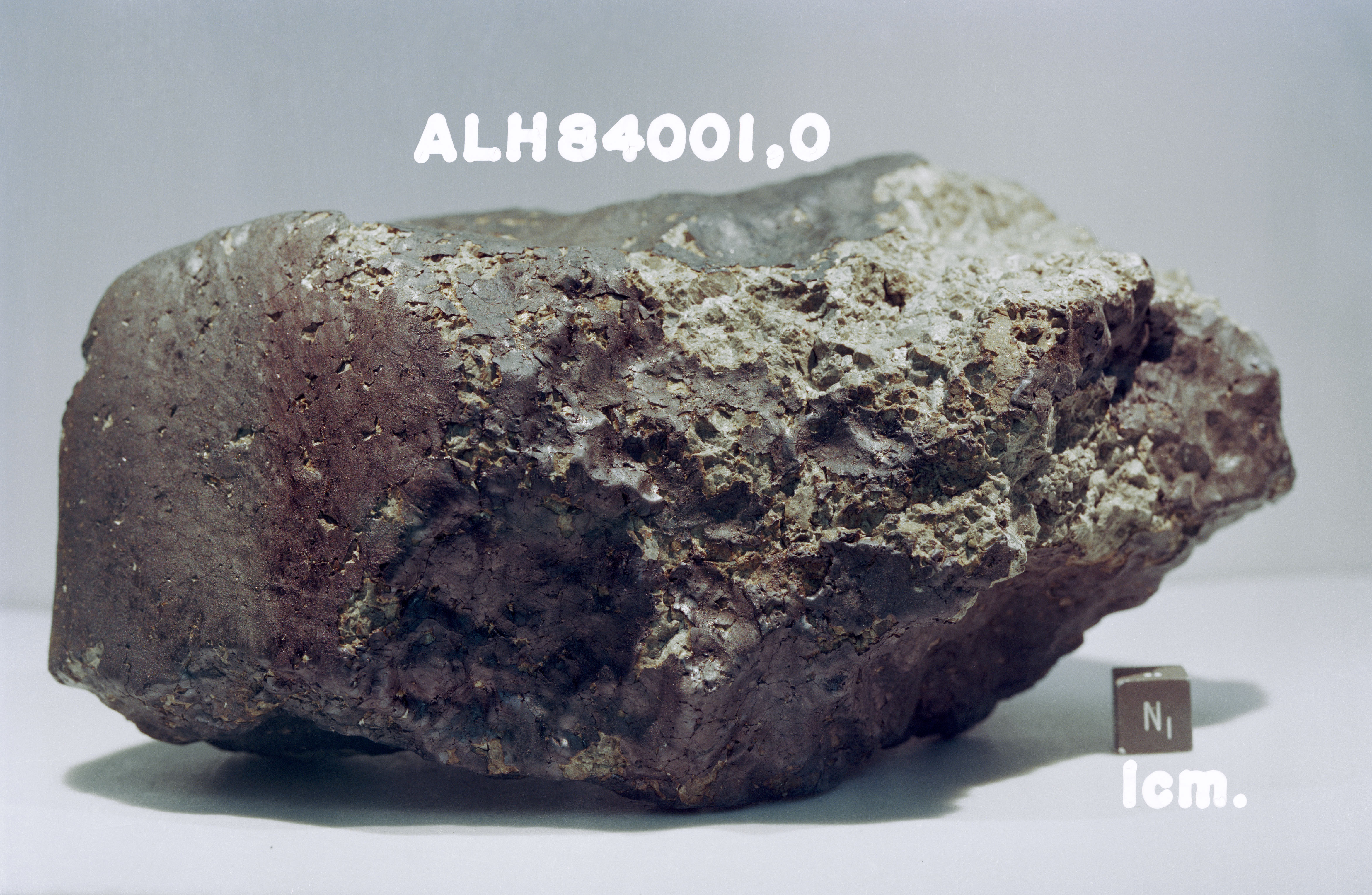
ALH 84001, une météorite en provenance de Mars, tombée en Antarctique.

Les météorites, disponibles en quantité sur le continent antarctique, sont une part importante de l'étude des matières qui se sont formées au début de la conception du système solaire. La plupart viennent probablement d'astéroïdes mais certaines proviendraient de planètes plus importantes. Les premières météorites sont découvertes en 1912. En 1969, une expédition japonaise en découvre neuf dont la majorité est tombée sur l'inlandsis de l'Antarctique au cours du dernier million d'années. Aujourd'hui, les expéditions scientifiques pour la recherche et la récolte de ces objets célestes sont notamment envoyées dans le cadre du programme ANSMET. Les déplacements de l'inlandsis ont tendance à rassembler les météorites, par exemple au niveau des chaînes montagneuses. Sous l'action de l'érosion, les météorites recouvertes depuis plusieurs siècles par l'accumulation des chutes de neige, sont alors entraînées vers la surface. Comparées à d'autres météorites recueillies en des régions plus tempérées du Globe, celles tombées en Antarctique sont mieux préservées.
Le grand nombre de météorites recueillies permet de mieux comprendre leur diversité dans le système solaire ainsi que leurs liens avec les astéroïdes et les comètes. De nouveaux types de météorites et des météorites rares y ont été découverts. Certaines d'entre elles ont été éjectées de la Lune voire probablement de Mars à la suite de collisions. Ces spécimens et particulièrement ALH 84001 découvert par une expédition du programme ANSMET, sont au centre de la controverse sur l'éventuelle existence de vie microbienne sur Mars. Les météorites absorbant et réémettant des rayons cosmiques dans l'espace, le temps écoulé depuis leur entrée en collision avec la Terre peut être estimé grâce à des études en laboratoire. Le temps écoulé depuis la chute ou la durée du séjour sur Terre d'une météorite constituent encore des informations qui peuvent être utiles pour les études environnementales de l'inlandsis de l'Antarctique.
En 2006, une équipe de chercheurs de l'université d'État de l'Ohio a utilisé des mesures de la pesanteur réalisées par les satellites GRACE de la NASA pour découvrir le cratère de la Terre de Wilkes de 480 kilomètres de diamètre qui s'est probablement formé il y a environ 250 millions d'années.

#### Volcanologie
Le continent possède des volcans actifs qui se situent dans sa partie occidentale, en mer de Ross, le long de la péninsule Antarctique, sur certaines îles sub-antarctiques comme l'île de la Déception et enfin on observe la présence de volcans sous-marins. C'est au pied du mont Erebus, le volcan en activité le plus austral du monde, qu'est installé le MEVO (Mount Erebus Volcano Observatory), un observatoire volcanologique au sein de la base de recherche géophysique, Lower Erebus Hut. Les chercheurs ont à leur disposition des données satellites fournies notamment par le spectromètre pour imagerie de résolution moyenne, le MODIS, embarqué sur les satellites Terra et Aqua du programme de la NASA, l'Earth Observing System (EOS) ou bien également par l'imagerie haute résolution de la mission de cartographie de l'Antarctique réalisée par RADARSAT. L'activité volcanique du mont Belinda sur l'île Montagu a pu ainsi être confirmée en 2001 grâce à des photographies prises par le MODIS.
En janvier 2008, les scientifiques du British Antarctic Survey (BAS) dirigés par Hugh Corr et David Vaughan, s'appuyant sur des images radar réalisées lors d'un relevé aérien, annoncent dans le journal Nature Geoscience qu'il y a 2 200 ans, un volcan est entré en éruption sous l'inlandsis de l'Antarctique. Il s'agit de la plus grosse éruption en Antarctique au cours des 10 000 dernières années : des cendres volcaniques ont été retrouvées sur la surface de glace de la chaîne Hudson près du glacier de l'île du Pin.

## Politique

Drapeau officiel du traité sur l'Antarctique adopté en 2002, ne s'appliquant qu'aux territoires situés au sud du 60e parallèle sud.

Dernière terra nullius de la planète, le continent antarctique fait l'objet d'un régime juridique défini par le traité sur l'Antarctique de 1959 (entrée en vigueur en 1961) et n'a donc pas de gouvernement, c'est un territoire neutre. En raison de la contiguïté territoriale, de la paternité de leur découverte, de leur occupation ou par intérêt géostratégique ou économique (au vu des probables ressources naturelles que comporte son sous-sol et des droits de pêche et de chasse), des États ont revendiqué des portions du continent, matérialisées, pour la plupart, par des sortes de tranches partant du pôle Sud, allant jusqu'à l'océan Austral, et dont les bords sont des méridiens. Bien que quelques-uns de ces pays aient reconnu mutuellement la validité de leurs revendications, ces dernières ne sont généralement pas admises universellement. Dans certains cas, un même secteur est revendiqué par plusieurs États. La péninsule Antarctique est ainsi revendiquée par l'Argentine, le Chili et le Royaume-Uni. Le traité offre cependant un cadre juridique international aux expéditions scientifiques.
Le « gel » des prétentions territoriales est établi depuis 1959 et le continent est considéré comme « dépolitisé ». C'est une différence importante avec l'Arctique qui ne bénéficie pas de ce cadre. La neutralité signifie que la France, par exemple, peut continuer à affirmer que la Terre Adélie relève du droit français alors que d'autres États, au contraire, pourront considérer que l'Antarctique est un espace international. Ce statut est réglementé par le traité sur l'Antarctique qui date de 1959, conclu sous l'égide de Dwight David Eisenhower et de Nikita Khrouchtchev. Selon ce traité, l'Antarctique est défini comme étant l'ensemble des terres et des banquises situées au sud du 60e parallèle Sud. À l'origine, le traité est signé par douze pays dont l'Union soviétique (et plus tard la Russie), le Royaume-Uni, la Belgique, l'Argentine, le Chili, l'Australie et les États-Unis. En outre, le traité établit le continent comme une réserve naturelle, met en place la liberté de recherche scientifique, la protection de l'environnement et y interdit les activités militaires. Il s'agit de la première maîtrise des armements établie durant la Guerre froide, avec des mentions relatives aux armes nucléaires. Néanmoins, dès 1947, les États-Unis avaient proposé l'« internationalisation » du territoire, proposition rejetée par de nombreux États qui y voyaient un moyen de défense des intérêts américains et qui, à la suite du coup de Prague et du blocus de Berlin, rendait impossible l'adhésion soviétique au projet.

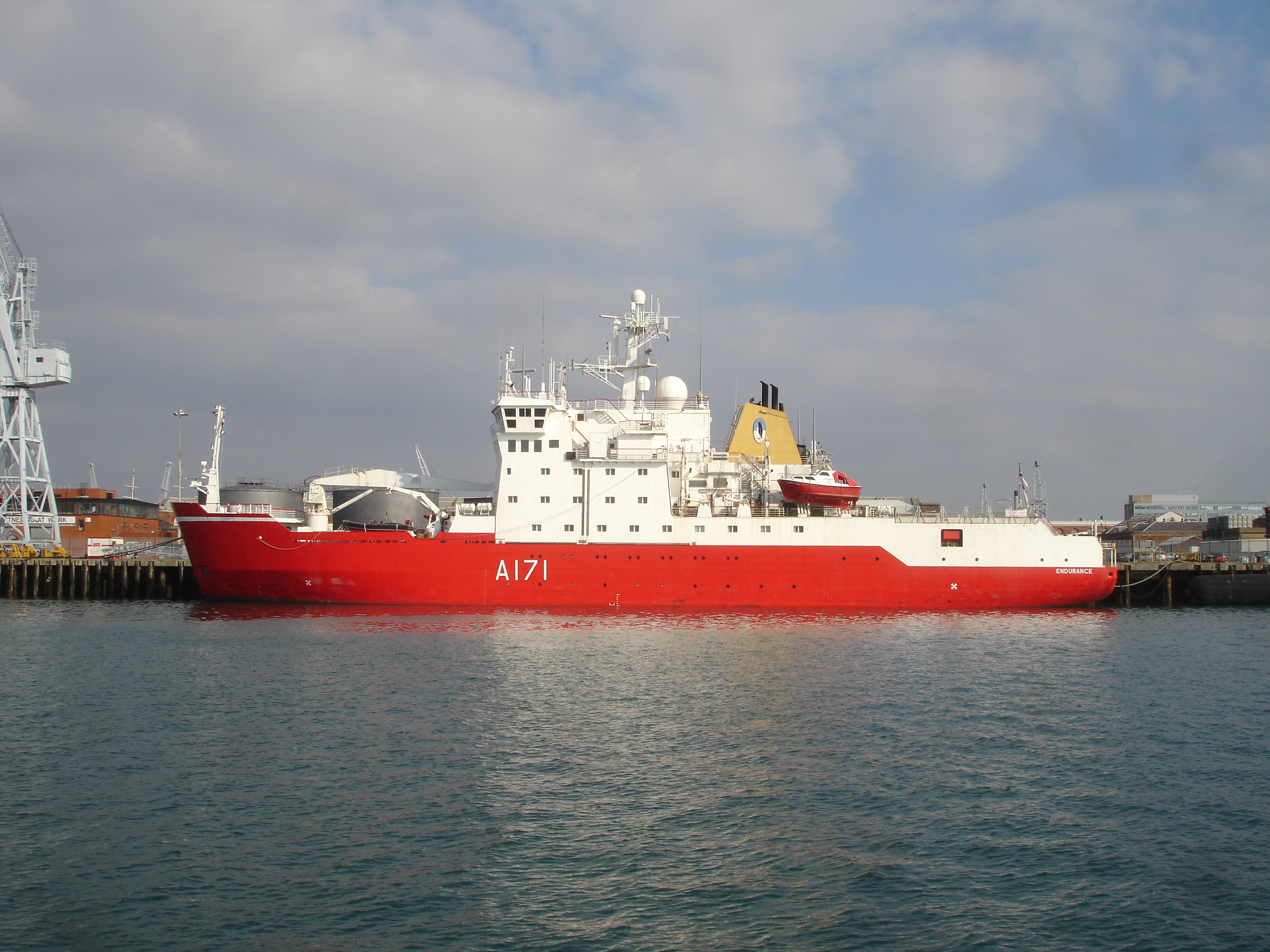
À quai au port de Portsmouth, le HMS Endurance est le patrouilleur de la Royal Navy en Antarctique.

Le traité est sans durée limite et renouvelable par tacite reconduction. Aujourd'hui, 49 États ont apposé leur paraphe, 28 d'entre eux disposant d'un droit de vote. Deux moratoires renforcent la protection du continent : la convention pour la protection des phoques (1972) et celle sur la conservation de la flore et de la faune marines (1978). Enfin, le Protocole de Madrid (rédigé en 1991), relatif à la protection de l'environnement et imprescriptible avant cinquante ans, stipule : « seules les activités pacifiques sont autorisées dans l'Antarctique et toute activité relative aux ressources minérales, autre que la recherche scientifique, est interdite ». Il désigne l'Antarctique comme « réserve naturelle consacrée à la paix et à la science ». Entré en vigueur le 14 janvier 1998 (après dépôt des instruments de ratification, d'acceptation, d'approbation ou d'adhésion par les États), ce protocole prohibe notamment toute activité minière pour cinquante ans. Interdiction tacitement reconductible, qui ne peut être levée qu'à l'unanimité des parties.
Unique dans l'histoire du droit international, le système de gouvernance que le traité a instauré est reconnu par la plupart des juristes comme le plus innovant du XXe siècle.
En 1983, les signataires du traité sur l'Antarctique entament des négociations afin de réglementer l'exploitation minière du continent, celle-ci comme d'autres points (tourisme, pêche et chasse, navigation des sous-marins, protection de l'environnement) n'ayant pas été anticipée en 1959. Cependant, une première tentative en ce sens portée par la Nouvelle-Zélande sous le nom de « convention de Wellington » n'avait pas abouti. Une campagne de pression publique ayant pour but d'empêcher toute exploitation des minéraux en Antarctique est alors menée dans les années 1980 par une coalition d'organisations internationales et notamment par Greenpeace qui établit sa propre base, la World Park Base, dans la région de la mer de Ross et mène des expéditions annuelles afin de mesurer l'impact de l'Homme sur l'environnement. En 1988, la Convention pour la réglementation des activités sur les ressources minérales antarctiques est adoptée. Cependant, quelques années après, l'Australie et la France refusent de signer le traité, le faisant tomber en désuétude. Ces derniers proposent à la place qu'une réglementation complète de protection sur l'environnement de l'Antarctique soit négociée. Soutenu par d'autres pays, le Protocole au traité sur l'Antarctique relatif à la protection de l'environnement en Antarctique, ou protocole de Madrid, est alors négocié et entre en vigueur le 14 janvier 1998 : il interdit toute exploitation minière en Antarctique, désignant le continent comme une « réserve naturelle consacrée à la paix et à la science ». Selon le traité, « seules les activités pacifiques sont autorisées ». Pas de militaires ni de nucléaire, liberté de recherche scientifique et coopération internationale.
Le traité sur l'Antarctique empêche toute activité militaire sur ce continent, y compris la construction de bases militaires et de fortifications, les manœuvres militaires et les essais d'armements. Le personnel ou l'équipement militaire n'est permis que pour la recherche scientifique ou pour d'autres fins pacifiques, sachant que la coopération scientifique fut un instrument pour éviter une militarisation du continent. La seule action militaire effectuée sur le continent est l'Operación 90 lancée par l'armée argentine en 1965. L'Antarctique est la seule zone démilitarisée acceptée par les États-Unis.
L'armée américaine remet la décoration Antarctica Service Medal aux militaires ou aux civils qui accomplissent le devoir de recherche en Antarctique. Cette médaille est enrichie d'une distinction supplémentaire pour ceux qui passent l'hiver sur le continent.

### Revendications de souveraineté territoriale
Sept États ont des prétentions territoriales en Antarctique. Seul le secteur de la Terre Marie Byrd n'a pas été revendiqué, à l'exception de l'île Pierre Ier :
| Pays             | Territoires                         | Limites                                                                                       | Date | Superficie    |
| ---------------- | ----------------------------------- | --------------------------------------------------------------------------------------------- | ---- | ------------- |
| Argentine        | Antarctique argentin                | 60° 00′ S, 25° 00′ O à 60° 00′ S, 74° 00′ O                                                   | 1943 | 965 597 km2   |
| Australie        | Territoire antarctique australien   | 60° 00′ S, 160° 00′ E à 60° 00′ S, 142° 02′ O et 60° 00′ S, 136° 11′ O à 60° 00′ S, 44° 38′ E | 1933 | 6 119 818 km2 |
| Chili            | Territoire chilien de l'Antarctique | 60° 00′ S, 53° 00′ O à 60° 00′ S, 90° 00′ O                                                   | 1940 | 1 250 000 km2 |
| France           | Terre Adélie                        | 60° 00′ S, 142° 02′ E à 60° 00′ S, 136° 11′ E                                                 | 1924 | 432 000 km2   |
| Nouvelle-Zélande | Dépendance de Ross                  | 60° 00′ S, 150° 00′ O à 60° 00′ S, 160° 00′ E                                                 | 1923 | 450 000 km2   |
| Norvège          | Terre de la Reine-Maud              | 60° 00′ S, 44° 38′ E à 60° 00′ S, 20° 00′ O                                                   | 1939 | 2 000 000 km2 |
| Norvège          | Île Pierre Ier                      | 68° 50′ S, 90° 35′ O                                                                          | 1929 | 2 000 000 km2 |
| Royaume-Uni      | Territoire antarctique britannique  | 60° 00′ S, 20° 00′ O à 60° 00′ S, 80° 00′ O                                                   | 1908 | 1 950 000 km2 |
| Non revendiqué   | Terre Marie Byrd                    | 60° 00′ S, 90° 00′ O à 60° 00′ S, 150° 00′ O                                                  | -    | 3 426 317 km2 |

Les territoires revendiqués par l'Argentine, le Royaume-Uni et le Chili se chevauchent et ont causé des tensions diplomatiques, voire des escarmouches. Les régions qui sont revendiquées par l'Australie et la Nouvelle-Zélande étaient des territoires de l'Empire britannique avant que ces deux pays n'obtiennent leur indépendance. L'Australie revendique la plus grande superficie. L'Australie, la Nouvelle-Zélande, la France, la Norvège et le Royaume-Uni reconnaissent mutuellement la validité de leurs revendications.
Ces revendications territoriales peuvent s'interpréter sous forme de graphiques :
|           |           |       |        |                  |         |             |
| Argentine | Australie | Chili | France | Nouvelle-Zélande | Norvège | Royaume-Uni |

### Pays intéressés à une éventuelle division territoriale
Ce groupe de pays, signataire du traité sur l'Antarctique, s'intéresse au territoire antarctique mais n'est pas autorisé à faire valoir ses revendications tant que les dispositions du traité sont en vigueur,.
- Le Brésil a désigné une « zone d'intérêt » qui n'est pas une revendication actuelle.
- Le Pérou s'est formellement réservé le droit de faire une revendication sur le territoire[194],[195].
- La Russie s'est réservé le droit de revendiquer les « territoires découverts par les Russes » qui pourraient correspondre à l'ensemble du continent.
- L'Afrique du Sud s'est formellement réservé le droit de faire une revendication sur le territoire[194],[195].
- L'Espagne s'est formellement réservé le droit de faire une revendication sur le territoire.
- Les États-Unis se sont formellement réservé le droit de faire une revendication sur le territoire.

## Pollution chimique
Des traces de DDT, insecticide à très longue durée de vie, ont été retrouvées en 1964 dans certains tissus - foie et graisse - de manchots Adélie et de phoques crabiers d’Antarctique. En s’introduisant dans la chaine alimentaire par le biais des poissons, les manchots mais également de grands prédateurs et même l’homme sont touchés. L'utilisation de pesticides tel le DDT est interdite dans la plupart des pays mais, très persistant, il est transporté par les courants jusqu’en Antarctique. Alors que la quantité de DDT est infime dans l’eau, cette dose se multiplie par 12 000 dans la chair des poissons herbivores, par 30 000 dans celle des poissons carnivores, et par 60 000 à 500 000 chez les oiseaux mangeurs de poissons.

## Dans la fiction

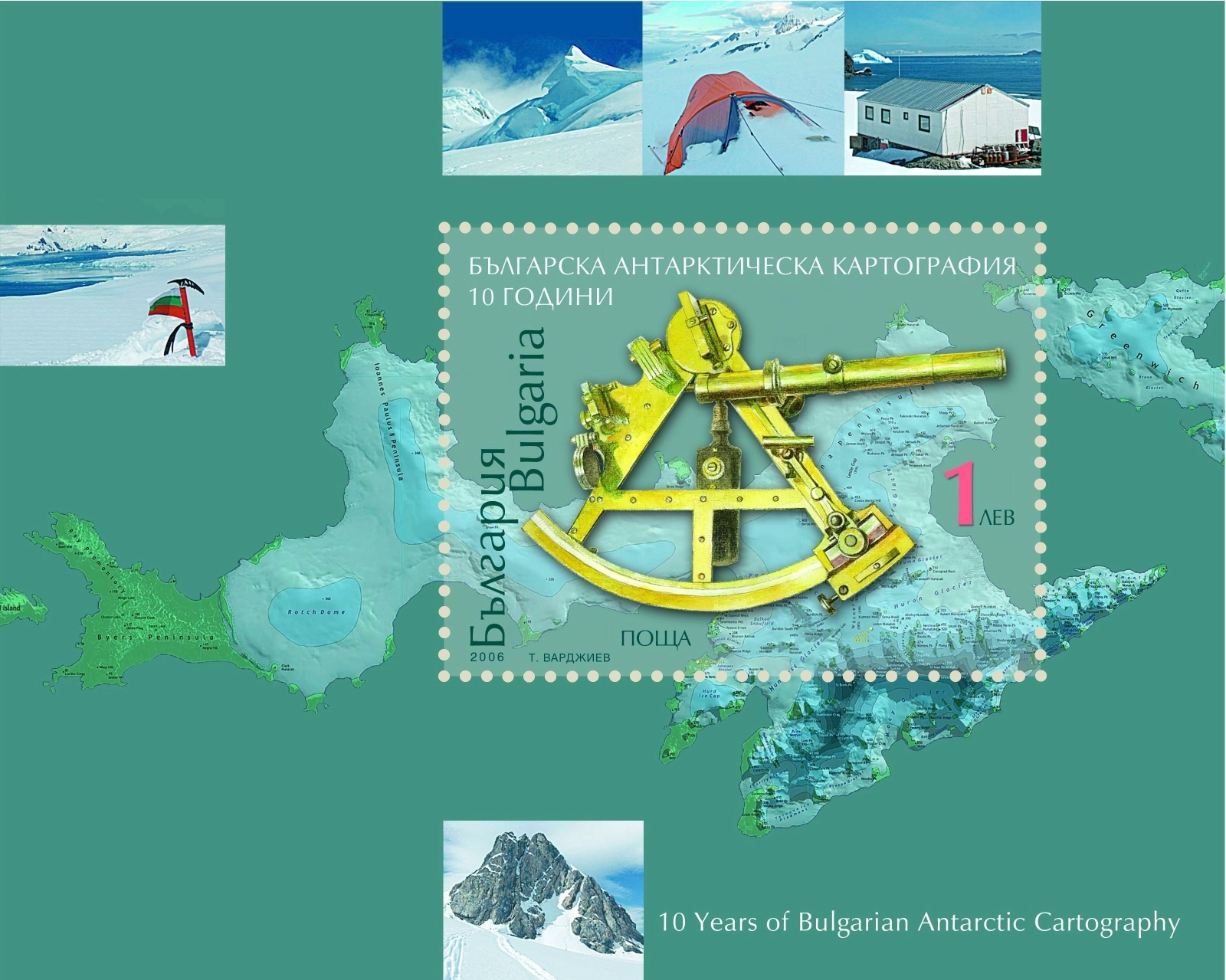
Philatélie antarctique.
Voir la galerie de timbres : Polar stamps

### Œuvres littéraires
Romans
- Le Passage du pôle arctique au pôle antarctique (ou Relation d'un voyage du pole arctique au pole antarctique par le centre du monde), anonyme (1723)[198],[199],[200].
- Vingt Mille Lieues sous les mers de Jules Verne (1869-1870) : le capitaine Nemo explore l'Antarctique jusqu'au pôle Sud à bord de son sous-marin le Nautilus.
- Les Aventures d'Arthur Gordon Pym d'Edgar Allan Poe (1838) et une suite Le Sphinx des glaces due à Jules Verne (1897).
- La Chose  (Who Goes There?) est un roman court de science-fiction horrifique de l'écrivain américain John W. Campbell écrit sous le nom de plume de Don A. Stuart et publiée en août 1938 dans le magazine Astounding Science Fiction.
- La Nuit des temps de René Barjavel (1968), où les Expéditions polaires françaises découvrent deux cryonautes humains appartenant à une civilisation vieille de 900 000 ans, surprise par le basculement soudain de l'axe terrestre.
- Ainsi finit le monde, un roman de James Morrow (1988) dans lequel le dernier des hommes est jugé par les non-admis (les descendants virtuels de l'humanité décédée), matérialisés en Antarctique.
- S.O.S. Antarctica, surnommée Mars la blanche, un roman par Kim Stanley Robinson (1997).
- White de Marie Darrieussecq (2003) où une expédition européenne part pour six mois en Antarctique.
- La 6e extinction (cycle SIGMA Force) de James Rollins (2014).

Nouvelles
- Les Montagnes hallucinées (1931), une nouvelle de H. P. Lovecraft dans laquelle une expédition scientifique découvre une cité perdue au milieu de l'Antarctique.
- Les Montagnes hallucinogènes (1940), une nouvelle de Arthur C. Clarke parodiant celle de H. P. Lovecraft.
- Shiver, une nouvelle de Nikki Gemmell (1997) qui raconte le changement profond apporté dans la vie d'une journaliste australienne par un séjour en Antarctique pour couvrir une expédition scientifique.

Poèmes
- La Complainte du vieux marin, récit fantastique de Samuel Taylor Coleridge (1797 - 1799).

Bandes-dessinées
- Les Sarcophages du 6e continent, tomes 1 et 2, une bande dessinée de Blake et Mortimer par Yves Sente et André Juillard (2003 - 2004).
- Police Antarctic, volume no 3 d'Enfer blanc, une BD d'Antoni Guiral et Fernando Rubio chez Soleil Productions (collection Soleil de nuit), parue en 1996.

### Œuvres audiovisuelles
Cinématographie
- The Thing, film de John Carpenter (1982), d'après le roman La Chose, où une expédition scientifique isolée est attaquée par une créature protéiforme d'origine extraterrestre.
- Antarctica, film de Koreyoshi Kurahara (1983). C'est une histoire vraie : surprise par une tempête, une équipe de scientifiques est contrainte d'abandonner sa base (showa) et quinze chiens de traîneau.
- Alien vs. Predator, film de Paul W. S. Anderson (2003). Charles Bishop Weyland, un riche industriel, monte une expédition scientifique à destination de l'Antarctique, dont le but est d'explorer une pyramide se situant à environ 500 mètres sous la glace.
- Antarctic Journal ((Namgeuk-ilgi) est un film sud-coréen réalisé par Yim Pil-sung et scénarisé par Bong Joon-ho, sorti en 2005. Un groupe de six hommes essaye d'atteindre le pôle d'inaccessibilité dans l'Antarctique (le point le plus éloigné des terres).
- Antartica, prisonniers du froid, film de Frank Marshall (2006). Remake pour enfants d'Antarctica (1983) de Koreyoshi Kurahara.
- Whiteout, film de Dominic Sena (2009) qui retrace l'enquête d'un marshal américain devant résoudre ce qui semble être le premier homicide commis en Antarctique, alors qu'un phénomène de « blanc dehors » se prépare.
- The Thing, film de Matthijs van Heijningen Jr. (2011), préquelle du film de John Carpenter.

Séries télévisées
- Stargate SG-1, série télévisée américano-canadienne de science-fiction se déroulant de 1997 à 2007. L'Antarctique est présent à plusieurs reprises dans la série, tout d'abord dans la première saison avec la découverte d'une deuxième porte des étoiles terrestre et réapparait à plusieurs reprises à la suite de la découverte d'un avant-poste de la race des Anciens lors de la septième saison.
- Stargate Atlantis, série télévisée américano-canadienne dérivée de Stargate SG-1 se déroulant de 2004 à 2009. Le premier épisode de la série se déroule en partie dans la base de l'Antarctique découverte dans la série Stargate SG-1.
- Helix, série télévisée américaine diffusée en 2014 et 2015. La base de recherches dans laquelle se déroule l'essentiel de l'action est située en Antarctique.
- A Place Further than the Universe (en) (en japonais : 宇宙よりも遠い場所) est une série télévisée animée produite par Madhouse (2018). Elle raconte les aventures de quatre lycéennes souhaitant se rendre en Antarctique.

### Œuvres artistiques

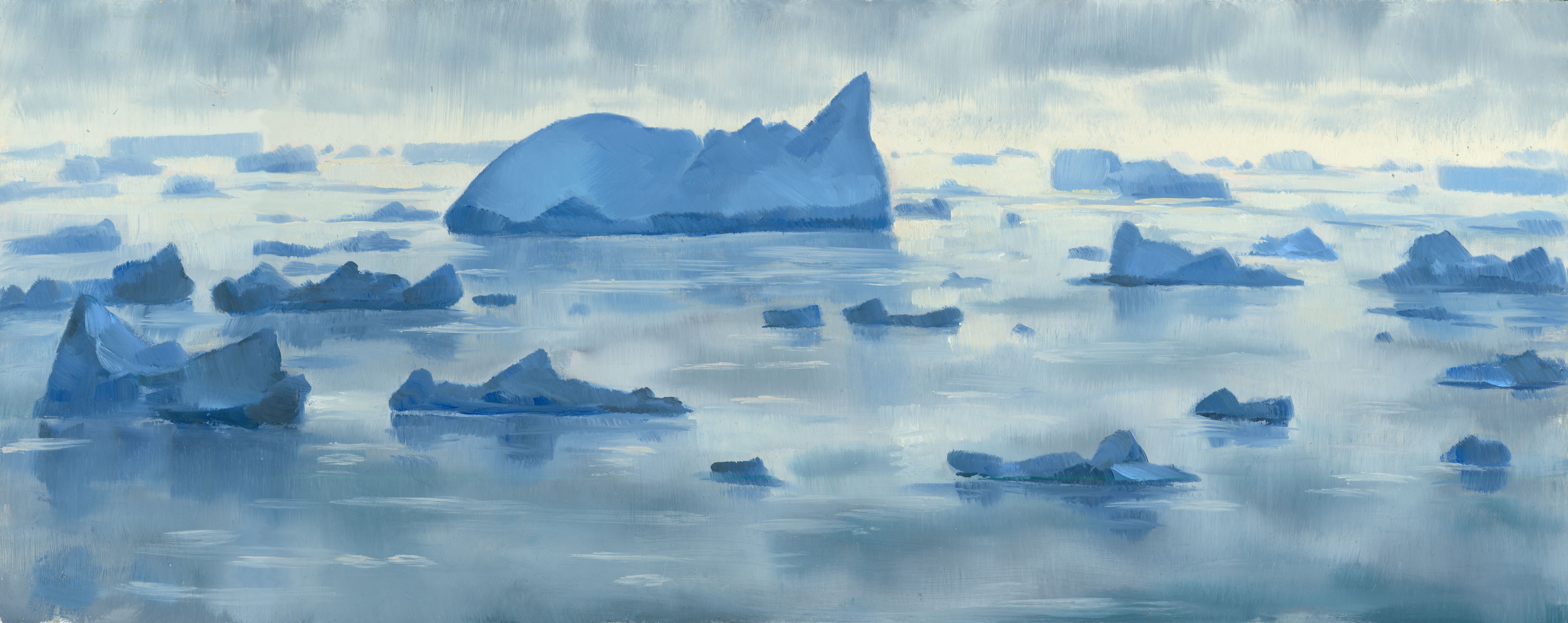
Une œuvre de Gerhard Riessbeck.

Les œuvres artistiques sont difficilement réalisables in situ et in vivo sur le sol antarctique compte tenu des conditions climatiques extrêmes et de l'éloignement du continent des terres habitées. Toutefois grâce à des actions en faveur de l'art, certains artistes ont pu bénéficier de la logistique et des infrastructures destinés aux scientifiques travaillant en Antarctique. C'est ainsi que les plasticiens français Catherine Rannou et Laurent Duthion choisis par l'Institut polaire français Paul-Émile-Victor (IPEV) lors de la quatrième année polaire de mars 2007 à mars 2008, purent développer leur art à la base antarctique Dumont d'Urville. Werner Herzog ou bien Kim Stanley Robinson ont été soutenus par un programme d'aide aux artistes et écrivains, l'Antarctic Artists and Writers Program. L'artiste-peintre allemand Gerhard Riessbeck a réalisé des œuvres alors qu'il se trouvait sur le brise-glace Polarstern en 2000 et en 2005 lors d'expéditions en Antarctique. Dans le cadre des commémorations du bicentenaire de l'indépendance de l'Argentine (1810-2010), la troupe de marionnettistes argentins « La Faranda » se produit pour la première fois en Antarctique dans la base antarctique Marambio. Metallica joue un concert en Antarctique le 8 décembre 2013, ce qui est une première pour le continent.